# Умершие в январе 2016 года
Это список известных людей, соответствующих установленным критериям значимости (см. Википедия:Критерии значимости персоналий), умерших в январе 2016 года.
Причина смерти указывается лишь в исключительных случаях (убийство, самоубийство, гибель в результате военных действий, смертная казнь, ДТП или несчастные случаи). В остальных случаях — не указывается.

## 31 января

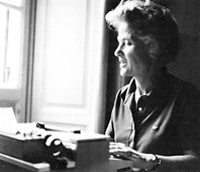
Элизабет Эйзенстайн

- Алиев, Джалал Алирза оглы (87) — азербайджанский учёный-селекционер и государственный деятель; академик и член Президиума НАН Азербайджана, иностранный член РАН (2014), брат Гейдара Алиева[1].
- Балашов, Геннадий Николаевич (71) — советский и российский художник; несчастный случай[2].
- Виолье, Бенуа (44) — швейцарский повар, возглавлявший рейтинги топ-тысячи поваров мира; самоубийство[3].
- Воган, Терри (77) — британский радио- и телеведущий[4]
- Свердлов, Леонид Михайлович (65 или 66) — российский фотожурналист[5].
- Хельге, Ладислав (88) — чешский режиссёр и сценарист, работавший в 50-е и 60-е годы XX века[6].
- Эйзенстайн, Элизабет (92) — американский историк культуры[7].

## 30 января

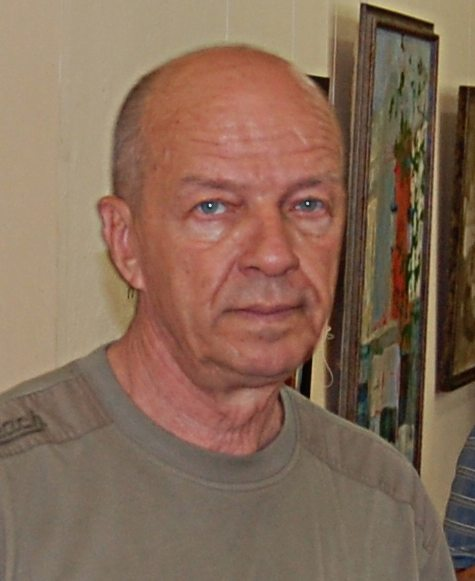
Владимир Дмитриев

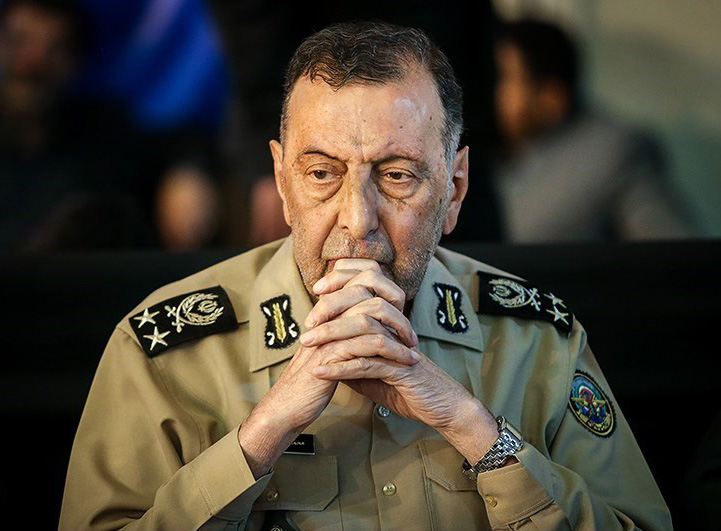
Мохаммад Салими

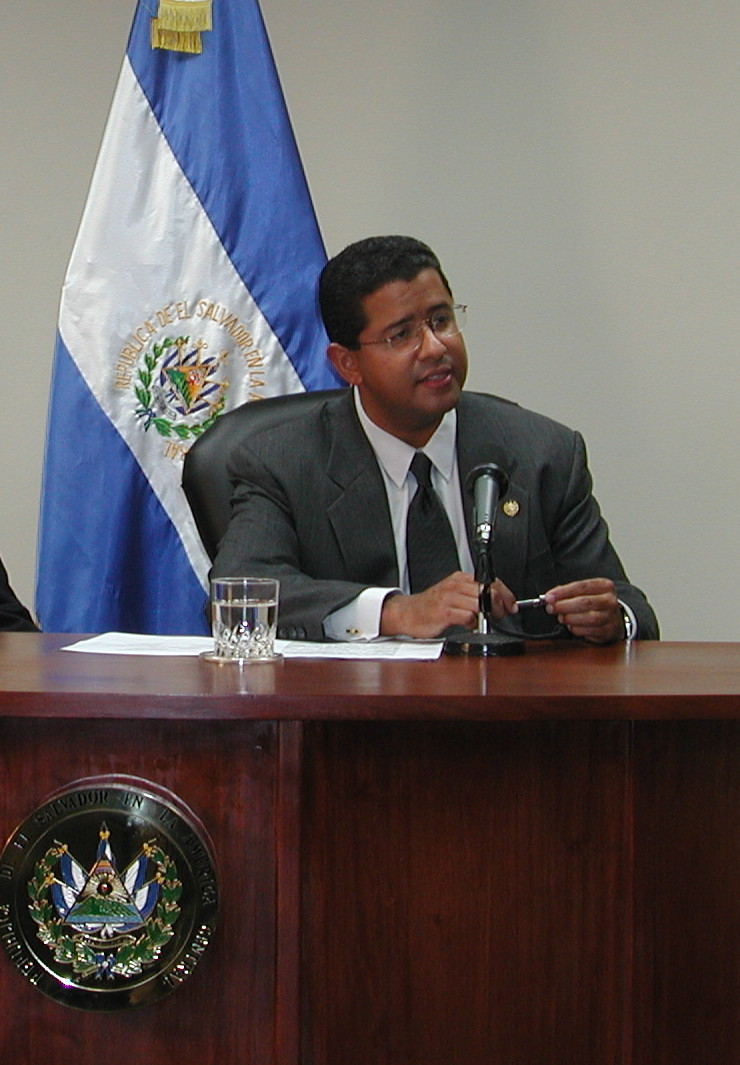
Франиско Гильермо Флорес Перес

- Дмитриев, Владимир Николаевич (68) — российский скульптор[8].
- Казеев, Евгений Михайлович (75) — советский и российский тренер по лёгкой атлетике, заслуженный тренер России[9].
- Кришна Рао К.В. (92) — индийский военный и государственный деятель, главнокомандующий индийской армией (1981—1983), губернатор штатов Джамму и Кашмир, Нагаленд, Манипур и Трипура[10].
- Ломакин, Николай Викторович (60) — российский государственный деятель, префект Восточного округа Москвы (2010—2013)[11].
- Лысиков, Алексей Борисович (58) — российский музыкант, автор-исполнитель[12].
- Машин, Михаил Борисович (67) — советский и российский тренер по баскетболу, заслуженный тренер России[13].
- Маяцкий, Пётр Иванович (95) — советский военный и политический деятель, капитан 3-го ранга.
- Павлов, Борис Сергеевич (79) — российский, советский и новозеландский математик, создатель научной школы по спектральной теории и комплексному анализу[14].
- Салими, Мохаммад (78) — иранский военачальник, генерал-майор, министр обороны (1981—1985), командующий Вооружёнными силами (2000—2005)[15].
- Сейлорс, Кен (95) — американский баскетболист, самый выдающийся игрок баскетбольного турнира NCAA (1943)[16].
- Фейруз (72) — египетская актриса, певица и конферансье[17].
- Финлей, Фрэнк (89) — британский актёр, номинант на премию «Оскар» (1966)[18][19].
- Флорес Перес, Франсиско Гильермо (56) — сальвадорский государственный деятель, президент Сальвадора (1999—2004)[20].
- Штань, Александр Сергеевич (90) — советский и российский учёный, доктор технических наук, профессор, основатель НИИТФА, лауреат Государственной премии СССР[21].

## 29 января

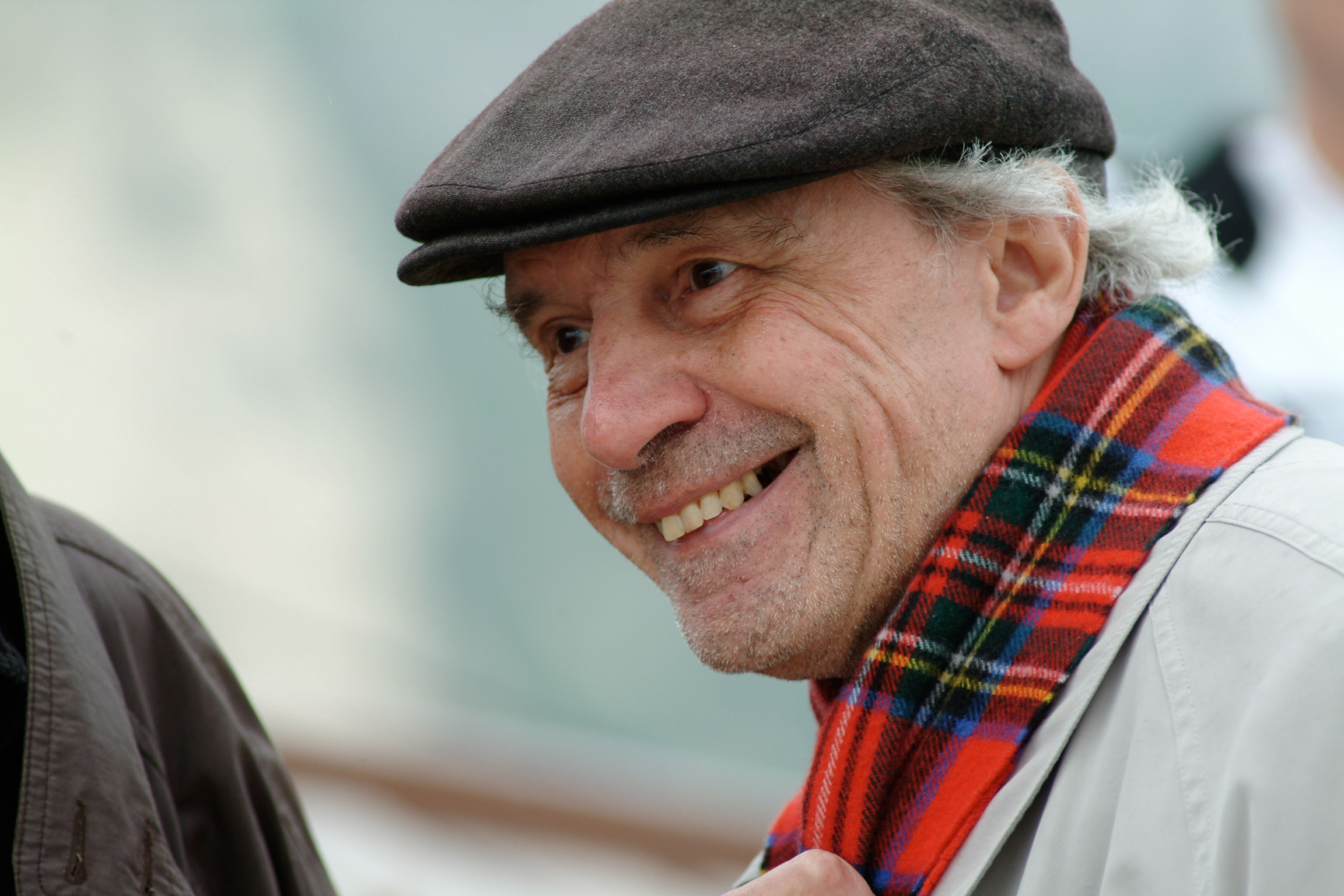
Жак Риветт

- Васильев, Сергей Евгеньевич (59) — советский и российский поэт и переводчик, журналист[22].
- Гимаев, Рагиб Насретдинович (81) — советский и российский химик-технолог, доктор технических наук, профессор, ректор Башкирского государственного университета (ныне Уфимский университет науки и технологий) (1981—1999)[23].
- Гуди, Гордон (86) — британский преступник, один из организаторов и последний остававшийся в живых участник «великого ограбления поезда»[24].
- Доре, Жан-Мари (77) — гвинейский государственный деятель, премьер-министр Гвинеи (2010)[25].
- Левин, Аллен (81) — американский и израильский реформаторский раввин и правозащитник, один из сподвижников Мартина Лютера Кинга[26].
- Мирзоев, Муса Абдулла оглы (83) — советский композитор, народный артист Азербайджана (2006)[27].
- Николе, Орель (90) — швейцарский флейтист[28].
- Риветт, Жак (87) — французский кинорежиссёр, сценарист, актёр[29].
- Саевич, Мирослав (59) — польский футболист, нападающий[30].
- Симонян, Грачик Рубенович (87) — советский армянский историк, академик НАН Армении (1996), лауреат Государственной премии Республики Армении[31].
- Чернов, Евгений Дмитриевич (85) — советский подводник, вице-адмирал, Герой Советского Союза (1978)[32].
- Шишкин, Сергей Николаевич (65) — советский и российский дипломат, Чрезвычайный и Полномочный Посол Российской Федерации в Республике Уганда (с 2008 года)[33].

## 28 января

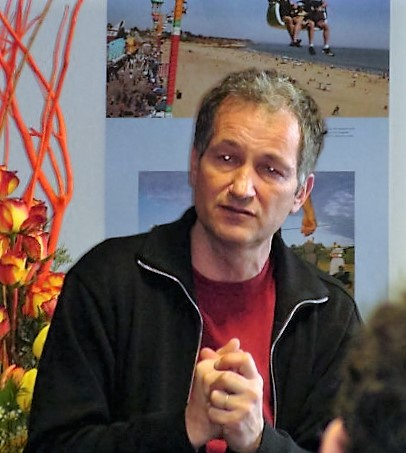
Алеш Дебеляк

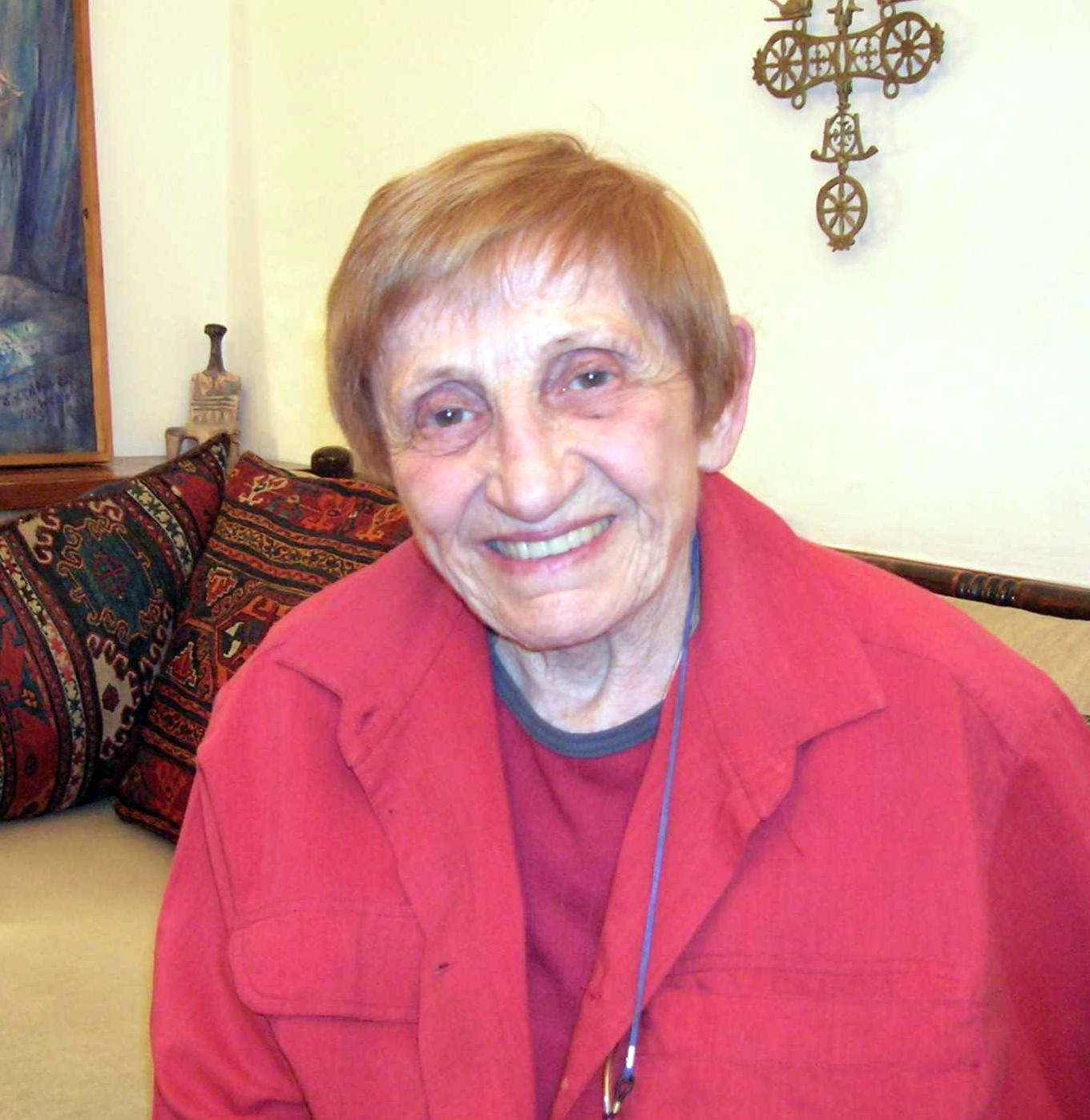
Труди Дотан

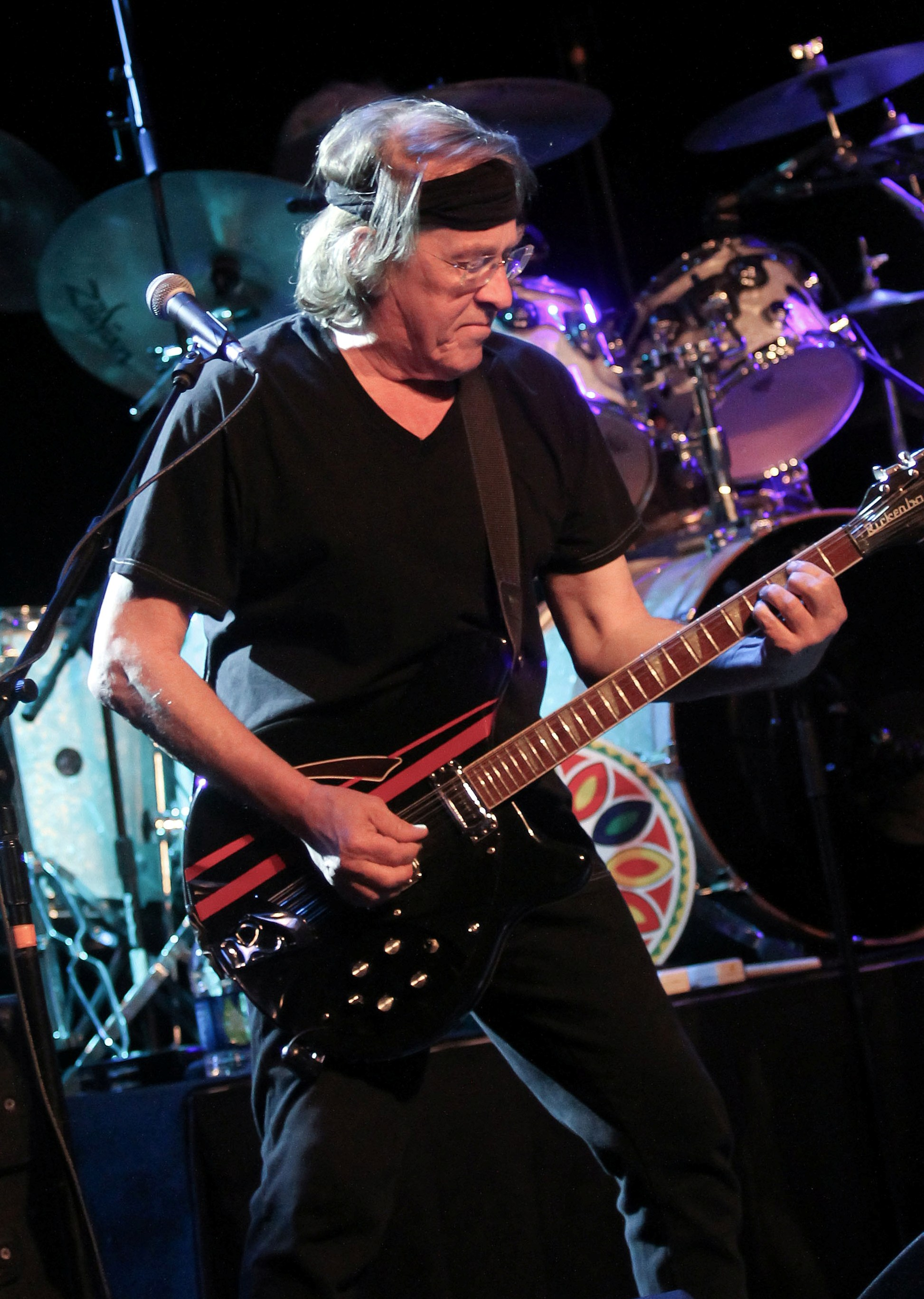
Пол Кантнер

- Гуцол, Павел Иванович (57) — советский и украинский работник органов внутренних дел, начальник УМВД Украины в Николаевской области (2001—2005), генерал-майор милиции[34].
- Дебеляк, Алеш (54) — словенский поэт и переводчик[35].
- Дотан, Труде (93) — израильский археолог австрийского происхождения, лауреат Премии Израиля[36].
- Зайцев, Игорь Иванович (81) — советский футболист («Локомотив» Москва, «Динамо» Киев, «Шахтёр» Донецк), обладатель Кубка СССР (1957), мастер спорта СССР[37].
- Зуенко, Анатолий Андреевич (64) — советский и российский художник, заслуженный работник культуры Российской Федерации (1999)[38].
- Кантнер, Пол (74) — американский рок-музыкант, основатель рок-групп Jefferson Airplane и Jefferson Starship[39].
- Королёв, Михаил Антонович (84) — советский, российский ученый и государственный деятель, начальник Центрального статистического управления СССР (1985—1987)[40].
- Сиэнси, Бадди (74) — американский государственный деятель, мэр Провиденса (1975—1984, 1991—2002)[41].
- Скандорфф, Аксель (90) — датский велогонщик, бронзовый призёр летних Олимпийских игр в Лондоне (1948)[42].
- Тизард, Боб (91) — новозеландский государственный деятель, министр финансов и заместитель премьер-министра (1974—1975)[43].
- Толи Андерсон, Сигни (74) — американская певица, первая вокалистка группы Jefferson Airplane[44].

## 27 января

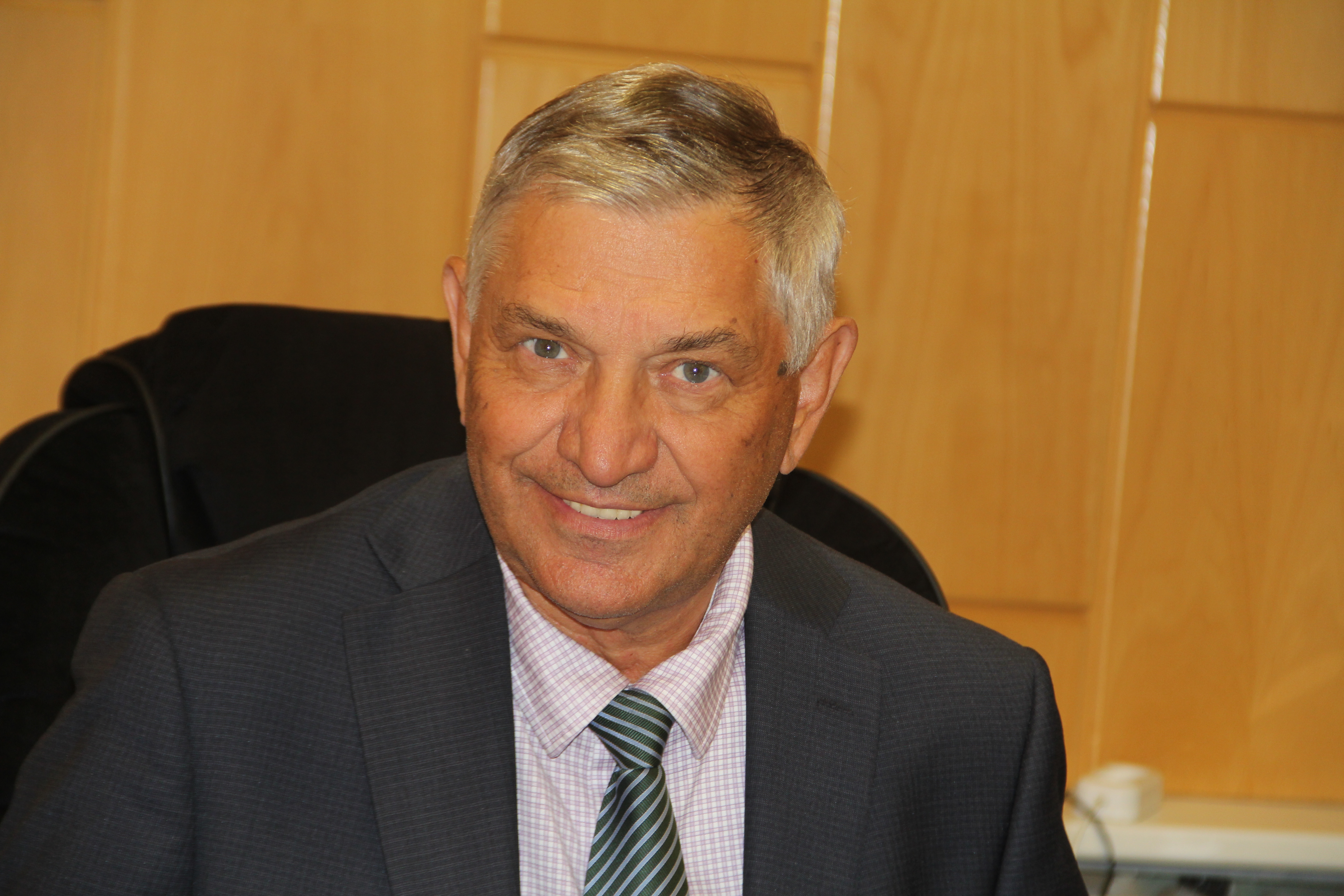
Валентин Иванов

- Ак Мор, Карлес (76) — испанский каталанский писатель[45].
- Бейкер, Питер (84) — английский футболист, чемпион Англии (1960/61) в составе «Тоттенхэм Хотспур»[46].
- Иванов, Валентин Борисович (74) — советский и российский инженер-атомщик, депутат Государственной Думы России (2003—2007), заслуженный деятель науки Российской Федерации (1996)[47].
- Лойсага, Карлос (85) — филиппинский баскетболист[48].
- Ревунов, Владимир Александрович (66) — российский хозяйственный деятель, генеральный директор ФГУП «ППО ЭВТ» (с 1994 года)[49].
- Смирнов, Евгений Владимирович (68) — советский и российский актёр театра и кино, артист Омского академического театра драмы, народный артист Российской Федерации (2003)[50].
- Фиртич, Георгий Иванович (77) — советский и российский композитор, джазовый пианист, заслуженный деятель искусств Российской Федерации (1992)[51].
- Фишер, Артур (96) — немецкий изобретатель, изобретатель первой синхронной ламповой вспышки для фотоаппаратов и пластмассового дюбеля[52].
- Щербаков, Борис Андреевич (80) — советский и российский театральный художник, член Союза художников СССР (1978), лауреат премии Министерства культуры РСФСР (1986)[53].

## 26 января

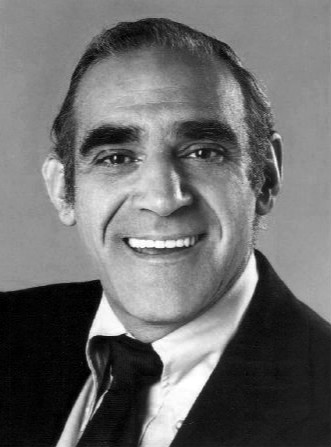
Эйб Вигода

- Амвросий (Якалис) (75) — епископ Элладской православной церкви, митрополит Сервийский и Козанийский (1998—2004)[54].
- Версеньи, Ласло (84) — венгерский актёр озвучки[55].
- Вигода, Эйб (94) — американский актёр («Крёстный отец»)[56].
- Вирнкоумб, Колин (53) — британский певец, гитарист и автор песен (Black)[57].
- Лисенко, Вадим Андреевич (78) — советский и украинский архитектор[58].
- Мирский, Георгий Ильич (89) — советский и российский политолог, главный научный сотрудник Института мировой экономики и международных отношений РАН, заслуженный деятель науки Российской Федерации (2013)[59].
- Негряну, Елена (97) — румынская театральная актриса и режиссёр[60].
- Палагин, Иван Никитич (79) — советский и российский хозяйственный деятель, генеральный директор ПО «Вега» (1986—1993)[61].
- Пойнтер, Рэй (79) — английский футболист, чемпион Англии (1959/60) в составе «Бернли»[62].
- Рябов, Николай Александрович (59) — украинский спортивный телережиссёр[63].
- Фаттахова, Василя Разифовна (36) — российская певица, заслуженная артистка Республики Башкортостан, заслуженная артистка Республики Татарстан[64].
- Якуб-Хан, Сахабзада (95) — пакистанский государственный деятель, министр иностранных дел (1982—1987, 1988—1991, 1996—1997)[65].

## 25 января

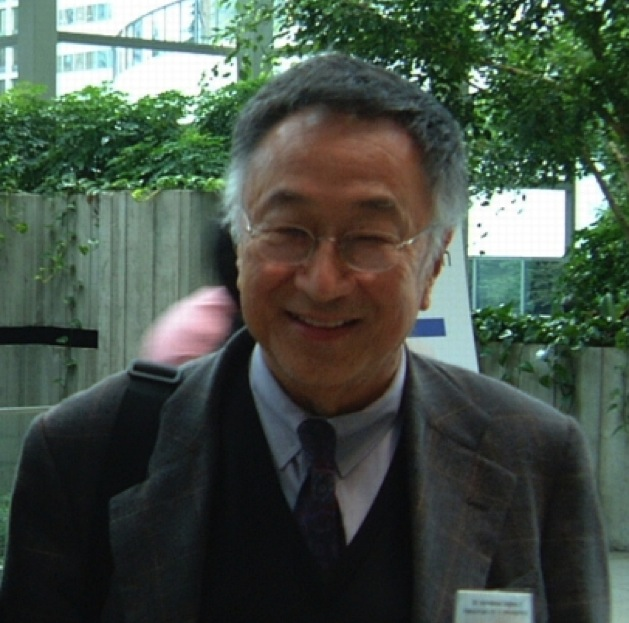
Поль Тарасаки

- Архипов, Веденей Иванович (90) — советский агроном, организатор сельскохозяйственного производства, заслуженный агроном РСФСР, Герой Социалистического Труда (1981)[66].
- Дюваль, Дениз (94) — французская оперная певица (сопрано)[67].
- Йолдаш, Эргюдер (76) — турецкий композитор[68].
- Капитула, Петр Андреевич (79) — советский и белорусский экономист, профессор, доктор экономических наук[69].
- Калпана Ранджани (50) — индийская актриса[70].
- Сенчагов, Вячеслав Константинович (75) — советский государственный деятель, заместитель министра финансов СССР (1987—1989), Председатель Государственного комитета по ценам (1989—1991)[71].
- Солберг, Лейф (101) — норвежский композитор и органист[72].
- Терасаки Поль (86) — американский учёный в области трансплантологии[73].
- Шайхутдинов, Наиль Шамсутдинович (74) — советский и российский актёр, артист Татарского государственного театра драмы и комедии им. К. Тинчурина (с 1965 года), народный артист Российской Федерации (2012)[74].

## 24 января

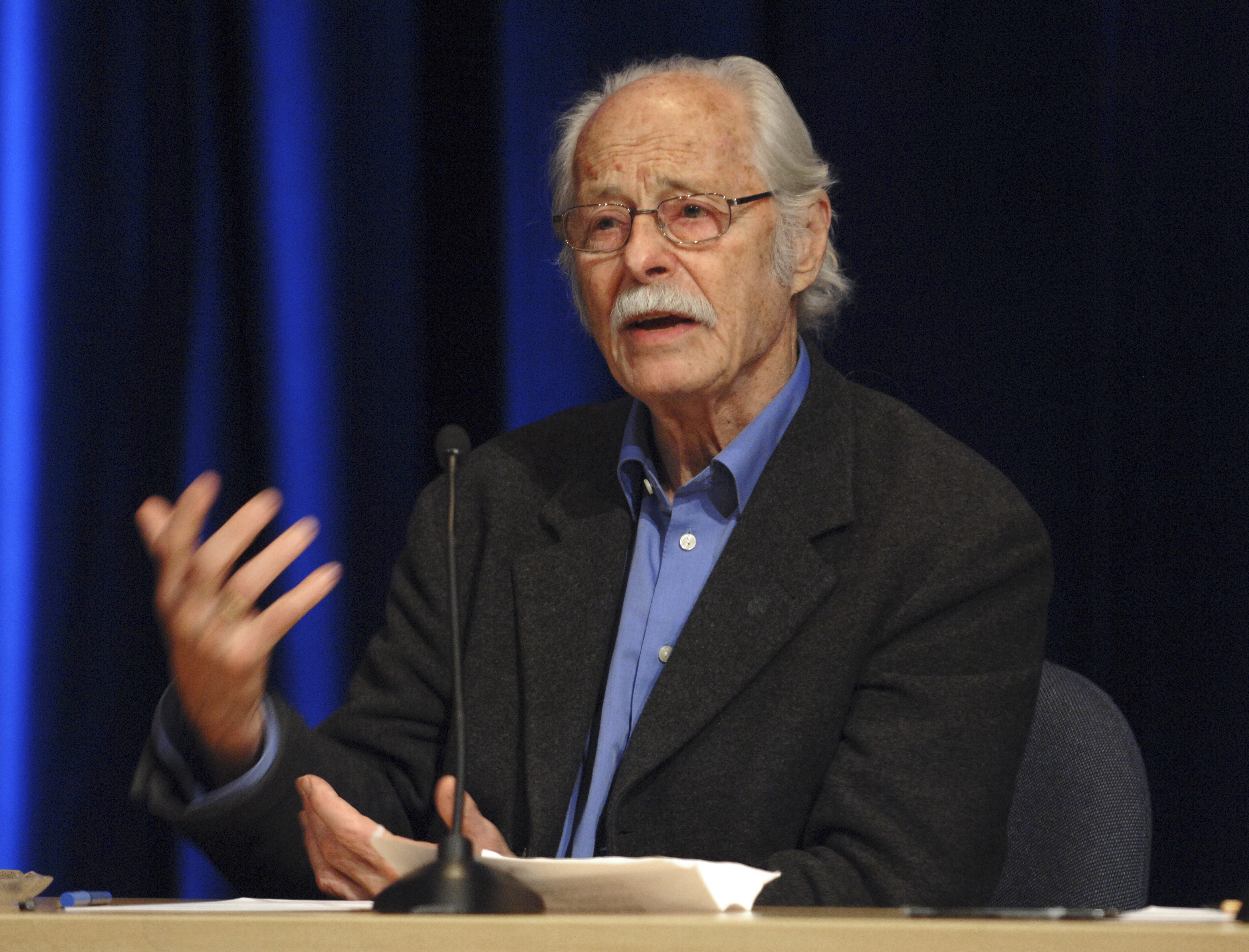
Фредрик Барт

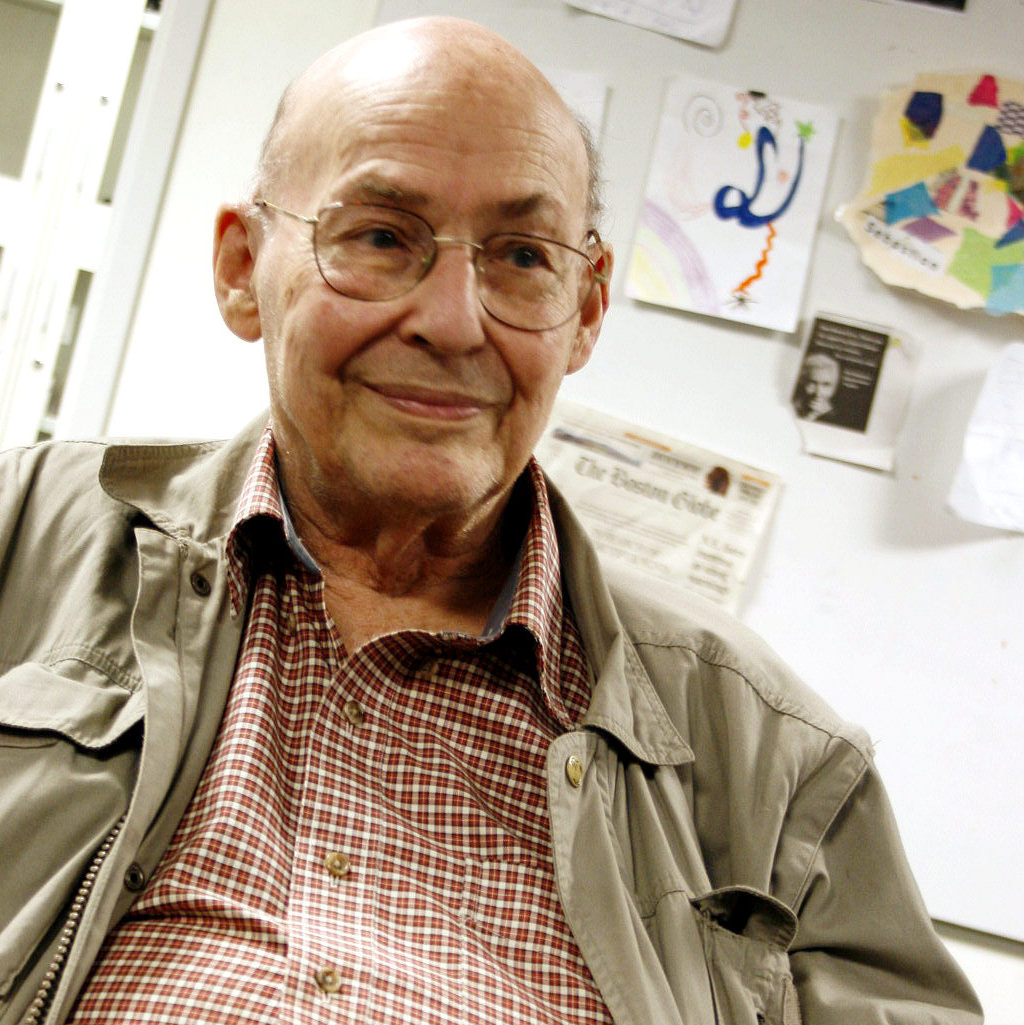
Мирвин Ли Минский

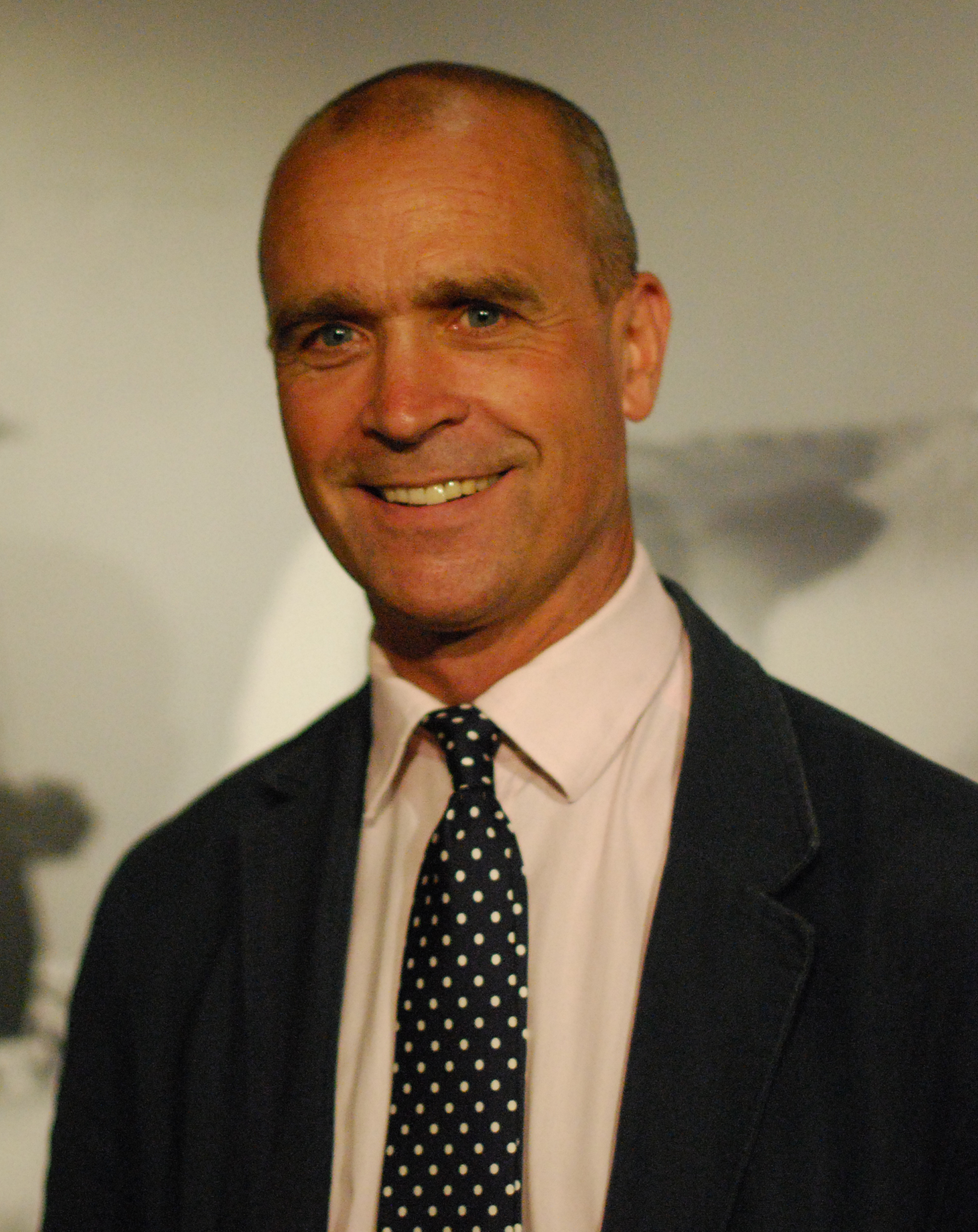
Генри Уорсли

- Барт, Фредрик (87) — норвежский социальный антрополог[75].
- Бровкин, Вячеслав Владимирович (90) — советский и российский кинорежиссёр, сценарист и актёр, заслуженный деятель искусств РСФСР (1982)[76].
- Бэйн, Джимми (68) — шотландский бас-гитарист (Rainbow, Dio)[77].
- Вернер, Виталий Дмитриевич (84) — советский и российский физик, ректор Московского государственного института электронной техники (1988—1998), заслуженный деятель науки Российской Федерации (1996)[78].
- Книжин, Игорь Борисович (53) — советский и российский ихтиолог, профессор, доктор биологических наук[79].
- Миллер, Дмитрий Георгиевич (73) — советский и российский виолончелист, солист оркестра Большого театра, заслуженный артист РСФСР (1986)[80].
- Миллер, Фрэнк (75) — американский русист, профессор славянских языков Колумбийского университета[81].
- Минский, Марвин Ли (88) — американский учёный в области искусственного интеллекта[82].
- Осипенко, Василий Афанасьевич (78) — бригадир монтажников строительного управления № 11 Владивостокского домостроительного комбината (1968—?), полный кавалер ордена Трудовой Славы[83].
- Поршнев, Александр Леонидович (52) — российский тренер спортсменов с инвалидностью, заслуженный тренер Российской Федерации[84].
- Уорсли, Генри (55) — британский исследователь и путешественник[85].
- Финкельштейн, Дэвид (86) — американский физик, сооткрыватель координат Эддингтона-Финкельштейна[86].
- Чуто, Ивонн (86) — американская балерина[87].
- Явнов, Сергей Антонович (78) — водитель троллейбуса Кировского троллейбусного депо (1962—1993), Герой Социалистического Труда[88].

## 23 января

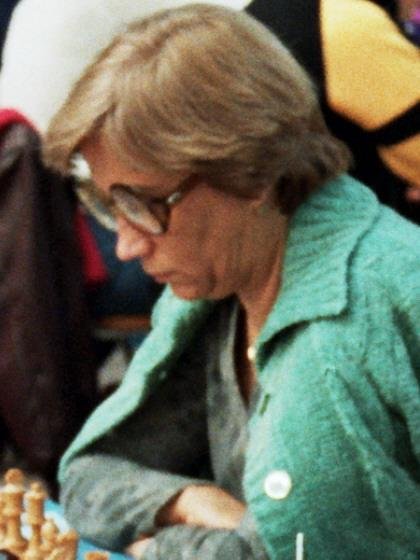
Элизабета Полихрониаде

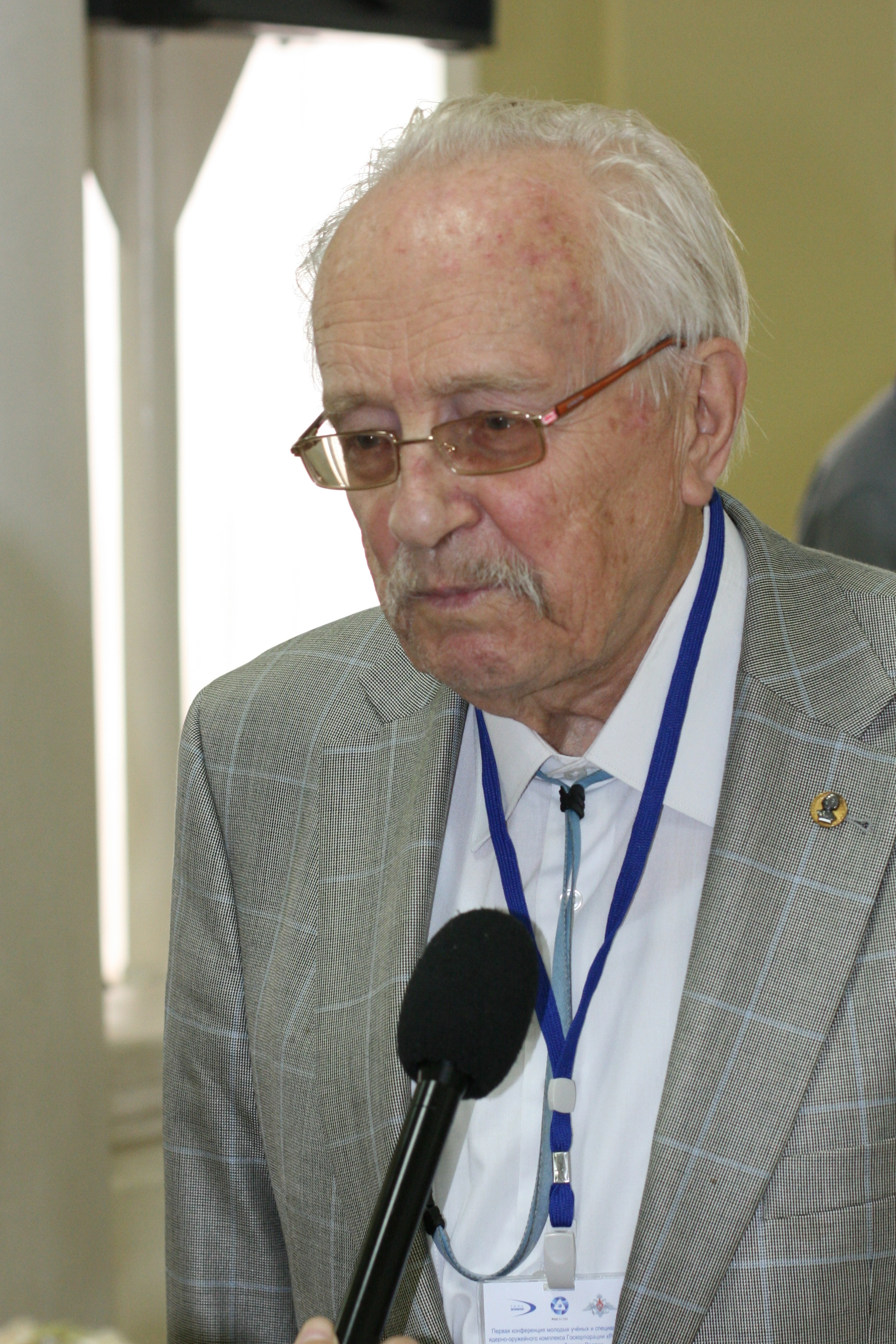
Дмитрий Ширков

- Абрамов, Николай Викторович (54) — вепсский и русский писатель, поэт, журналист, литературный переводчик, заслуженный работник культуры Республики Карелия[89].
- Елинек, Жужи (96) — югославский и хорватский модельер[90].
- Полихрониаде, Элизабета (80) — румынская шахматистка, гроссмейстер среди женщин (1982), международный судья, шахматный литератор[91].
- Преображенский, Борис Владимирович (78) — советский и российский учёный, эколог и общественный деятель, доктор геолого-минералогических наук, профессор, заслуженный эколог Российской Федерации (1999)[92].
- Толгуров, Зейтун Хамитович (76) — балкарский прозаик и литературовед, доктор филологических наук[93].
- Уонзер, Бобби (94) — американский профессиональный баскетболист[94].
- Фришчич, Иосип (66) — хорватский политический и государственный деятель, глава Хорватской крестьянской партии (2005—2012), заместитель председателя парламента Хорватии (с 2008 года)[95].
- Ширков, Дмитрий Васильевич (87) — советский и российский физик-теоретик, академик РАН (1994), заслуженный деятель науки Российской Федерации (1996)[96].

## 22 января

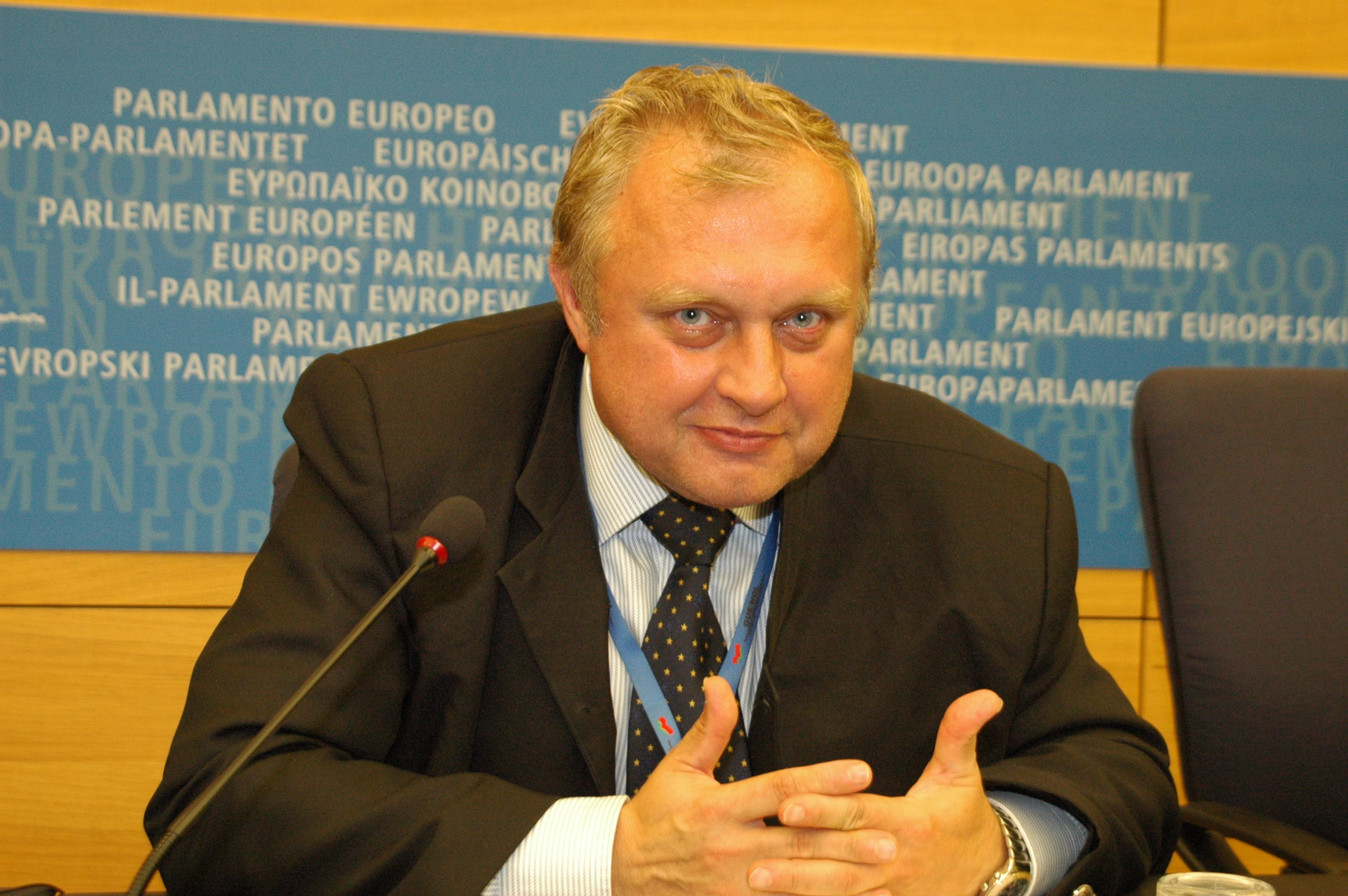
Милослав Рансдорф

- Агилар, Гильермо (85) — мексиканский актёр («Алондра», «Узы любви», «Моя дорогая Исабель»); пневмония[97].
- Бехзади, Хомаюн (73) — иранский футболист, игрок «Персеполиса» и национальной сборной, двукратный чемпион Азии (1968—1972)[98].
- Гхош, Шанкар (80) — индийский музыкант, игравший на табле[99].
- Ковалёв, Генрих Андреевич (83) — советский и российский хоровой дирижёр, заслуженный работник культуры Российской Федерации[100] Архивная копия от 28 января 2016 на Wayback Machine.
- Одноралов, Михаил Николаевич (71) — советский и американский художник[101].
- Паркинсон, Сесил (84) — британский государственный деятель, министр промышленности и торговли (1983), энергетики (1987—1989) и транспорта (1989—1990) Великобритании[102].
- Рансдорф, Милослав (62) — чешский политический деятель, депутат Европейского парламента (с 2004)[103].
- Рэмси, Луис (93) — австралийская актриса[104].
- Симмонс, Энтони (93) — британский режиссёр и сценарист[105][106].
- Фёдоров, Александр Васильевич (63) — советский и российский тренер по спортивной гимнастике, заслуженный тренер СССР и Российской Федерации[107].

## 21 января

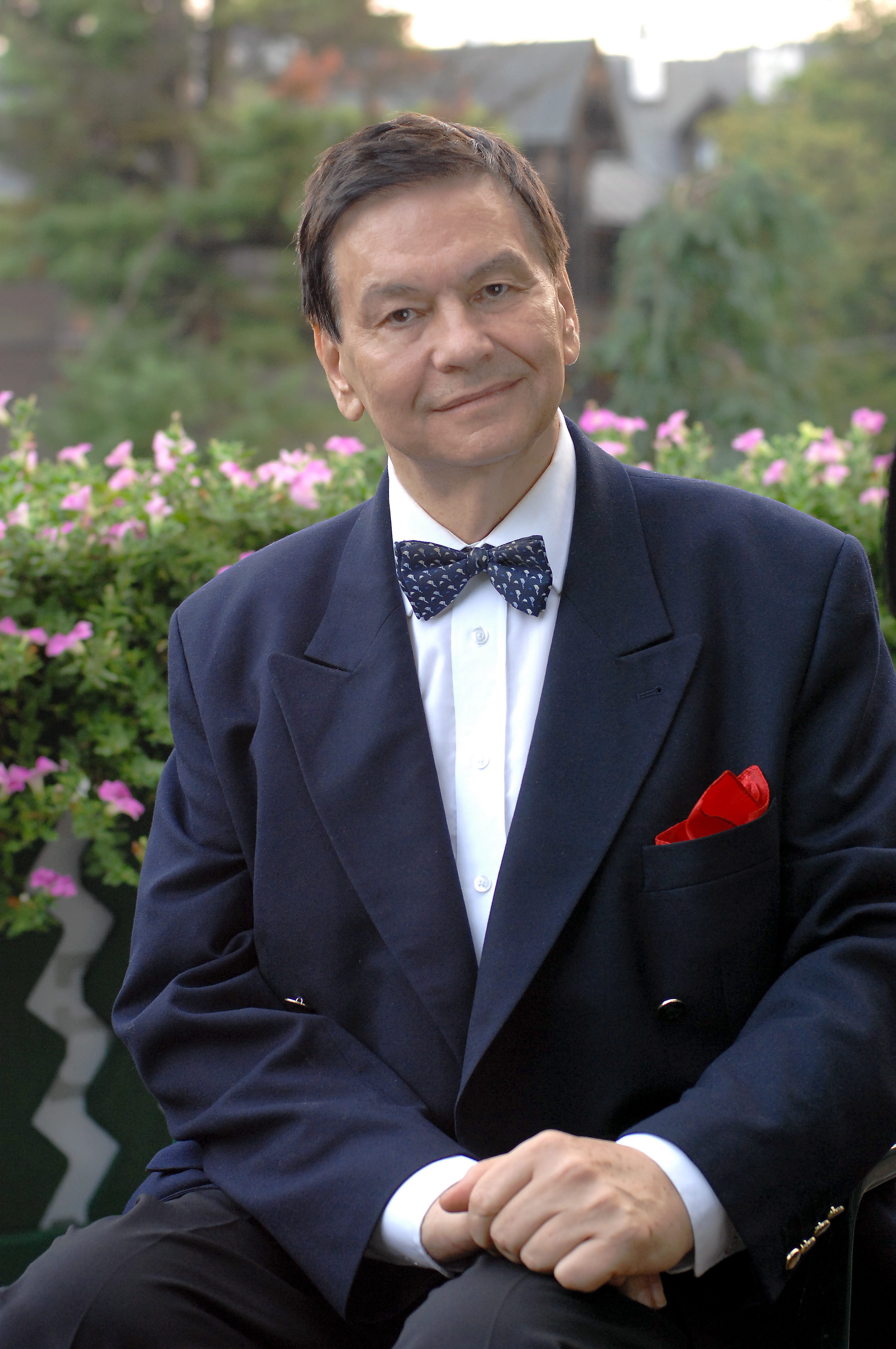
Богуслав Качиньский

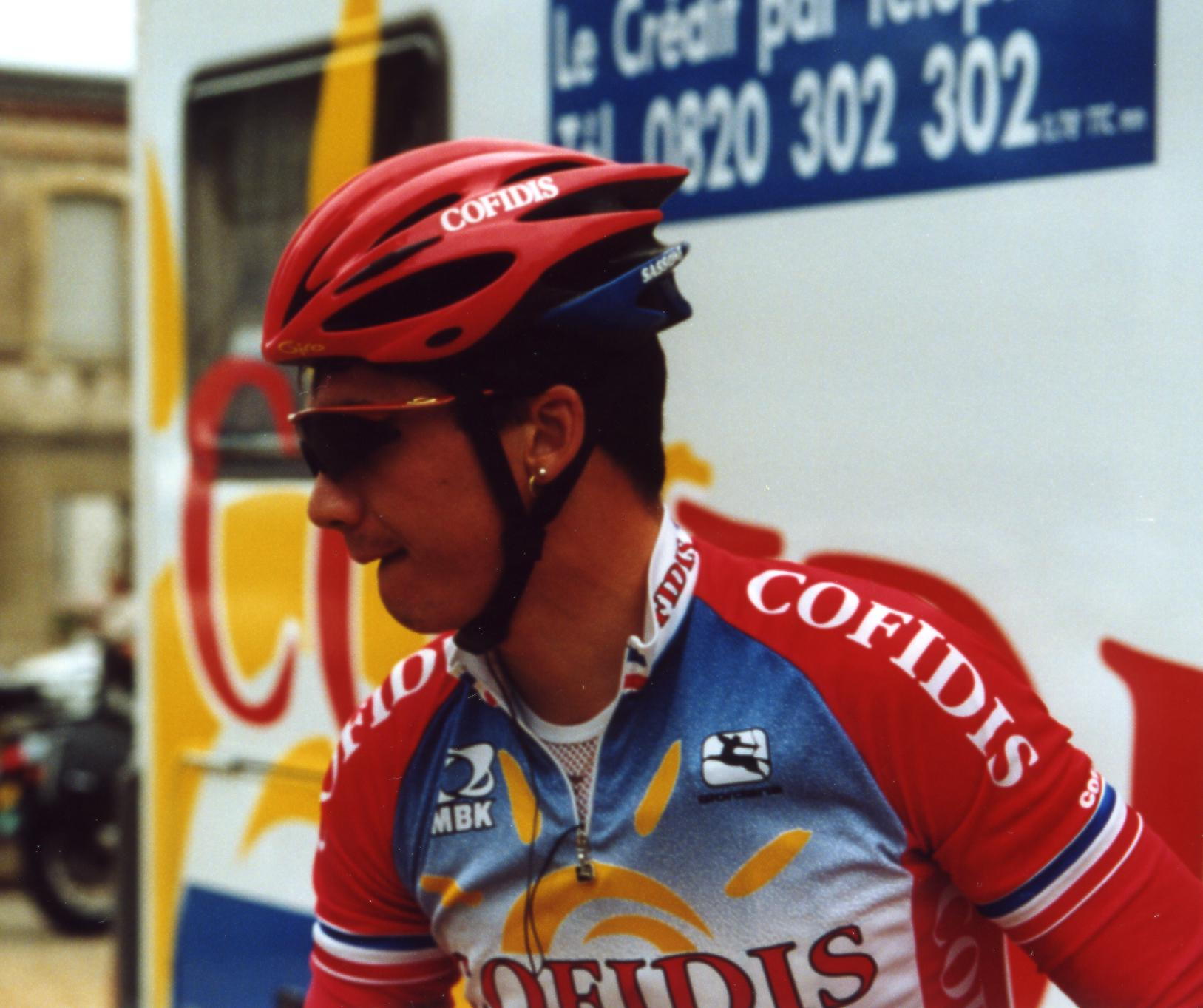
Робер Сассон

- Джонсон, Билл (55) — американский горнолыжник, чемпион зимних Олимпийских игр в Сараево (1984)[108].
- Каманда ва Каманда, Жерар (75) — конголезский государственный деятель, министр иностранных дел Заира (1982—1983, 1995—1997)[109].
- Качиньский, Богуслав (73) — польский журналист и музыкальный критик[110].
- Коч, Мустафа (55) — турецкий бизнесмен, президент Koç Holding (с 2003)[111].
- Ли, Деррик Тодд (47) — американский серийный убийца[112].
- Порат, Еркер Улоф (94) — шведский биохимик, иностранный член АН СССР (1984).
- Ричардсон, Гарнет (82) — канадский кёрлингист, четырёхкратный чемпион мира (1959, 1960, 1962, 1963)[113].
- Сарабхаи, Мриналини (97) — индийская танцовщица и хореограф[114].
- Сассон, Робер (37) — французский велогонщик, чемпион мира (2001)[115].
- фон Фабер-Кастелл, Антон-Вольфганг (74) — немецкий бизнесмен, председатель правления и генеральный директор компании Faber-Castell[116].

## 20 января

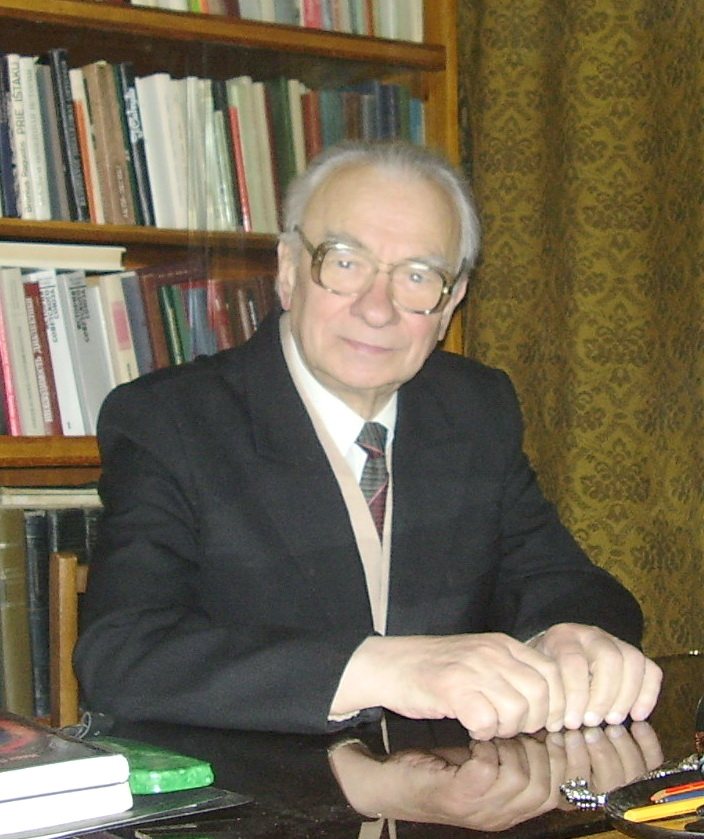
Миколас Бурокявичюс

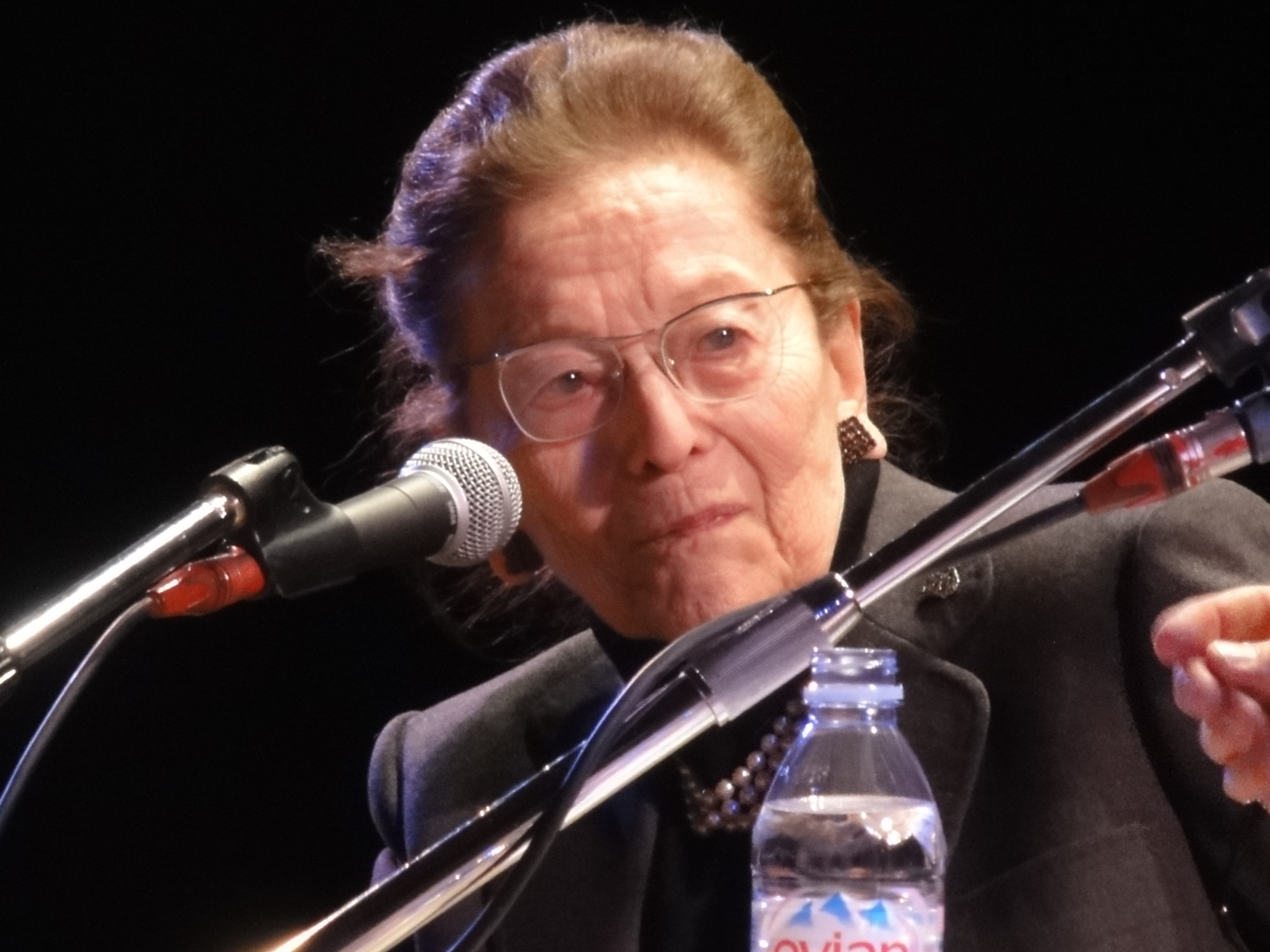
Эдмонда, Шарль-Ру

- Абрамсон, Ли (45) — американский композитор и музыкант[117].
- Андерсон, Пит (70) — латышский музыкант[118].
- Бересфорд Хау, Констанс (93) — канадская писательница[119].
- Бурокявичюс, Миколас Мартинович (88) — советский партийный деятель, первый секретарь Коммунистической партии Литвы (на платформе КПСС) (1990—1991)[120].
- Вайденфельд, Джордж (96) — лорд, британский издатель и филантроп, пожизненный пэр[121].
- Жанвье, Людовик (82) — французский писатель[122].
- Йордан, Эдвард (71) — американский учёный в области теории вычислительных систем, разработчик метода структурного системного анализа («метод Йордана»)[123].
- Коптев, Евгений Андреевич (80) — советский и российский писатель[124].
- Перейра, Нуну Теотониу (93) — португальский архитектор[125] Архивная копия от 22 января 2016 на Wayback Machine.
- Чжан Юнфа (88) — тайваньский бизнесмен, основатель и руководитель Evergreen Group[126].
- Шарль-Ру, Эдмонда (95) — французская писательница и журналистка («Забыть Палермо»)[127].

## 19 января

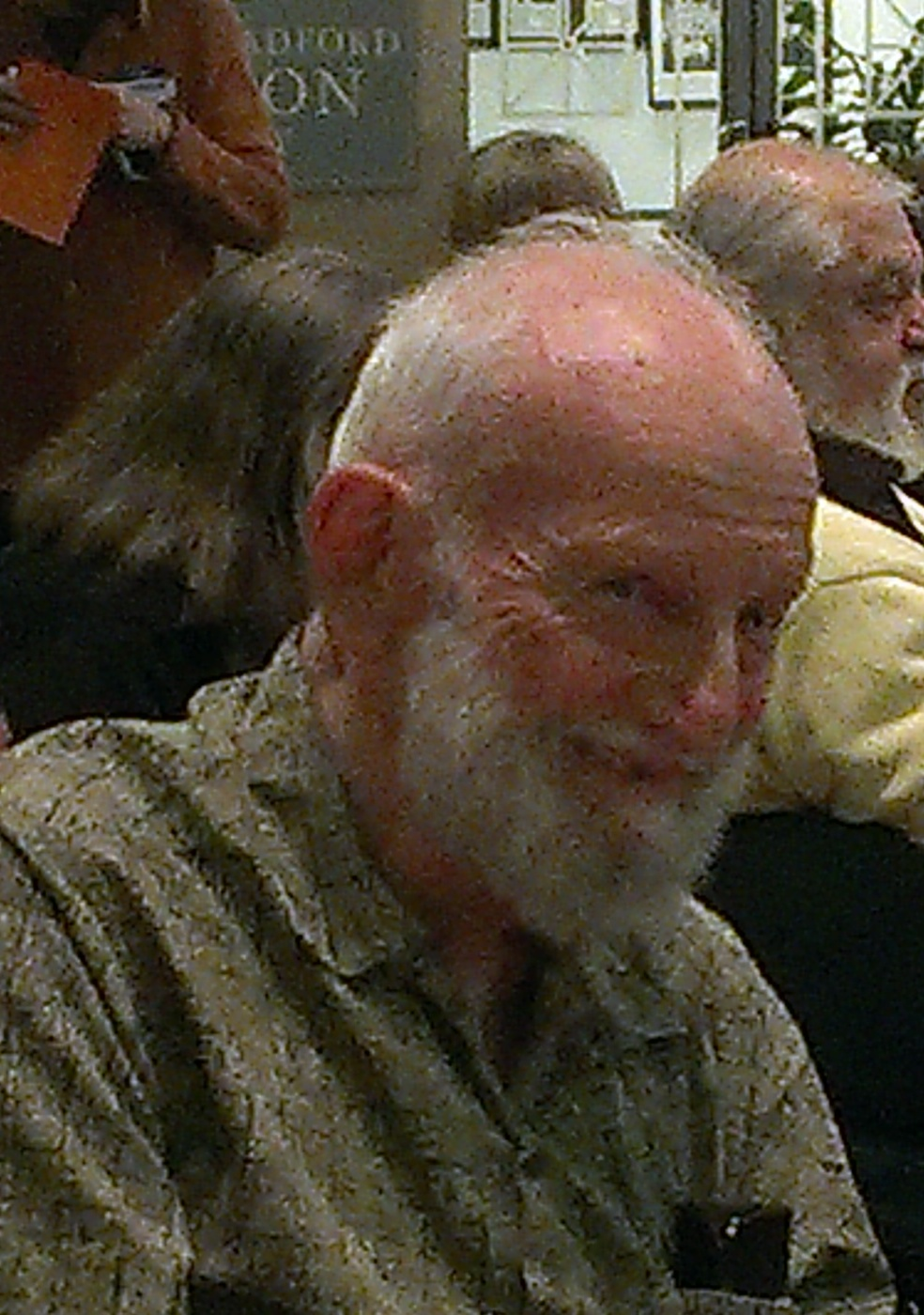
Ричард Левинс

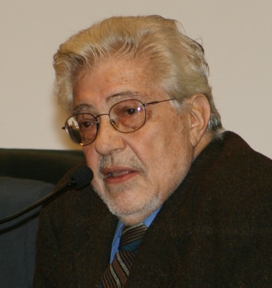
Этторе Скола

- Гунавардана (68) — шри-ланкийский государственный деятель, министр земли (с 2015 года)[128].
- Коидэ, Ясутаро (112) — старейший мужчина Земли[129].
- Коновалов, Юрий Вячеславович (84) — советский и украинский учёный-металлург, заслуженный деятель науки и техники Украины[130].
- Королькевич, Владимир Петрович (85) — советский работник сельского хозяйства, Герой Социалистического Труда (1966)[131].
- Левинс Ричард (85) — американский философ и эколог[132].
- Лернер, Лоренс (90) — американский писатель и литературный критик[133].
- Маловерьян, Альберт (68) — советский и эстонский журналист, корреспондент ТАСС по Эстонии, отец журналиста Юрия Маловерьяна[134].
- Миркурио, Миколе (77) — американская актриса[135][132].
- Наматиев, Борис Давидович (85) — советский таджикский и израильский актёр, народный артист Таджикской ССР (1989)[136].
- Парамонов, Александр Геннадиевич (57) — российский тренер по боксу, мастер спорта СССР по боксу, мастер спорта по военно-спортивному многоборью, тренер Александра Поветкина[137].
- Сим, Шейла (93) — британская актриса, вдова актёра Ричарда Аттенборо[138].
- Скола, Этторе (84) — итальянский кинорежиссёр[139].

## 18 января

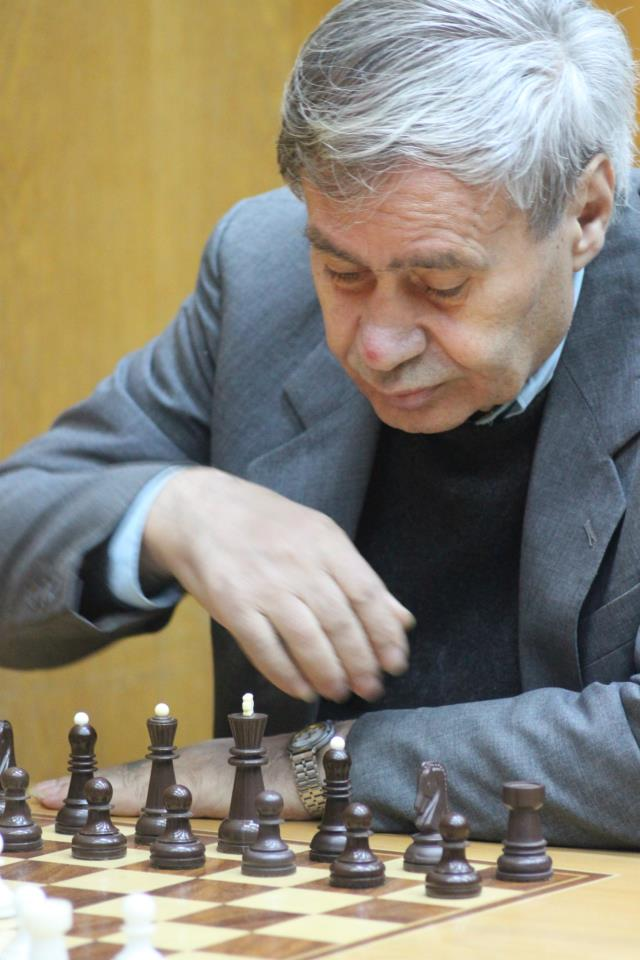
Эдуард Мнацаканян

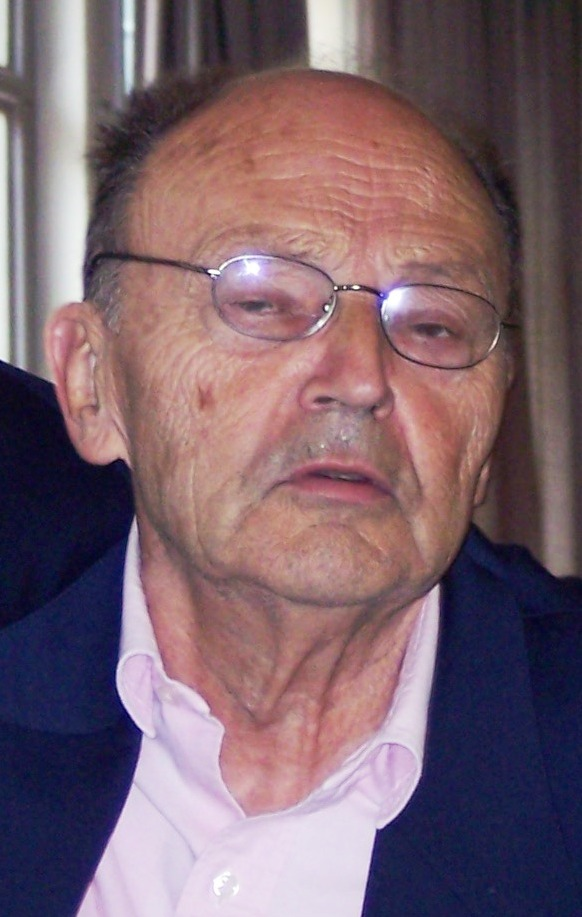
Мишель Турнье

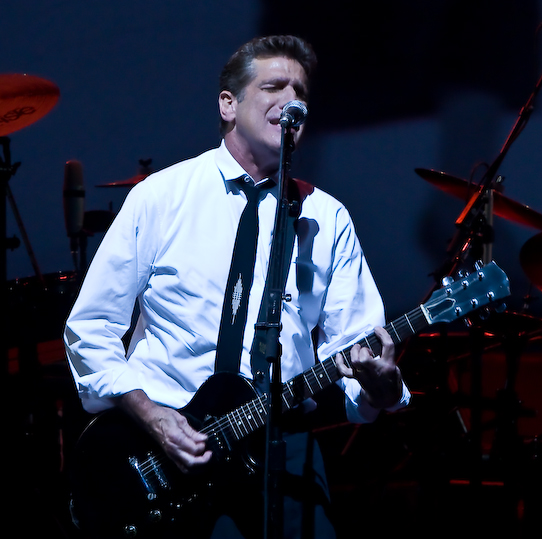
Гленн Фрай

- ди Алмейда Сантос, Антониу (89) — португальский государственный деятель: председатель Ассамблеи (парламента) Португалии (1995—2002)[140].
- Волков, Леонид Борисович (86) — советский и российский государственный и общественно-политический деятель, народный депутат РСФСР (1990—1993)[141].
- Гуриев, Тамерлан Александрович (87) — советский и российский филолог, профессор, доктор филологических наук[142].
- Демченко, Адольф Андреевич (77) — советский и российский литературовед, доктор филологических наук (2001), профессор кафедры русской и зарубежной литературы Института филологии и журналистики Саратовского национального исследовательского государственного университета имени Н. Г. Чернышевского[143].
- Лангслет, Ларс Роар (79) — норвежский государственный деятель, министр культуры Норвегии (1982—1986) (о смерти объявлено в этот день)[144].
- Лоайса, Армандо (72) — боливийский дипломат и государственный деятель, министр иностранных дел Боливии (2005—2006)[145].
- Логвиненко, Алексей Потапович (69) — советский и украинский переводчик с английского и немецкого языков[146].
- Манавельо, Пабло (65) — венесуэльский композитор, автор песен и музыкант[147].
- Мнацаканян, Эдуард Андраникович (77) — советский и армянский шахматист, международный мастер (1978)[148].
- Паде, Эльза Мария (91) — датский композитор[149].
- Раднаев, Максим Гомбоевич (59) — советский и российский оперный певец (тенор), солист Бурятского государственного академического театра оперы и балета, народный артист Бурятии[150].
- Стени, Антонелла (89) — итальянская актриса[151].
- Турнье, Мишель (91) — французский писатель, лауреат Гонкуровской премии (1970)[152].
- Фрай, Гленн (67) — американский музыкант (Eagles)[153].
- Хельд, Хорст (82) — немецкий фехтовальщик[154].
- Цветнов, Николай Николаевич (86) — норвежский нейрохирург[155].

## 17 января

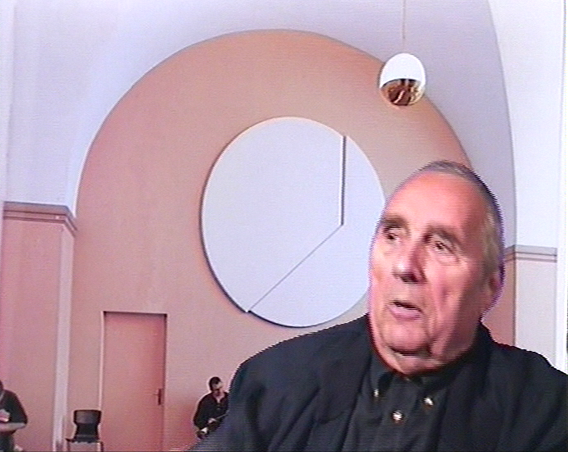
Готфрид Хонеггер

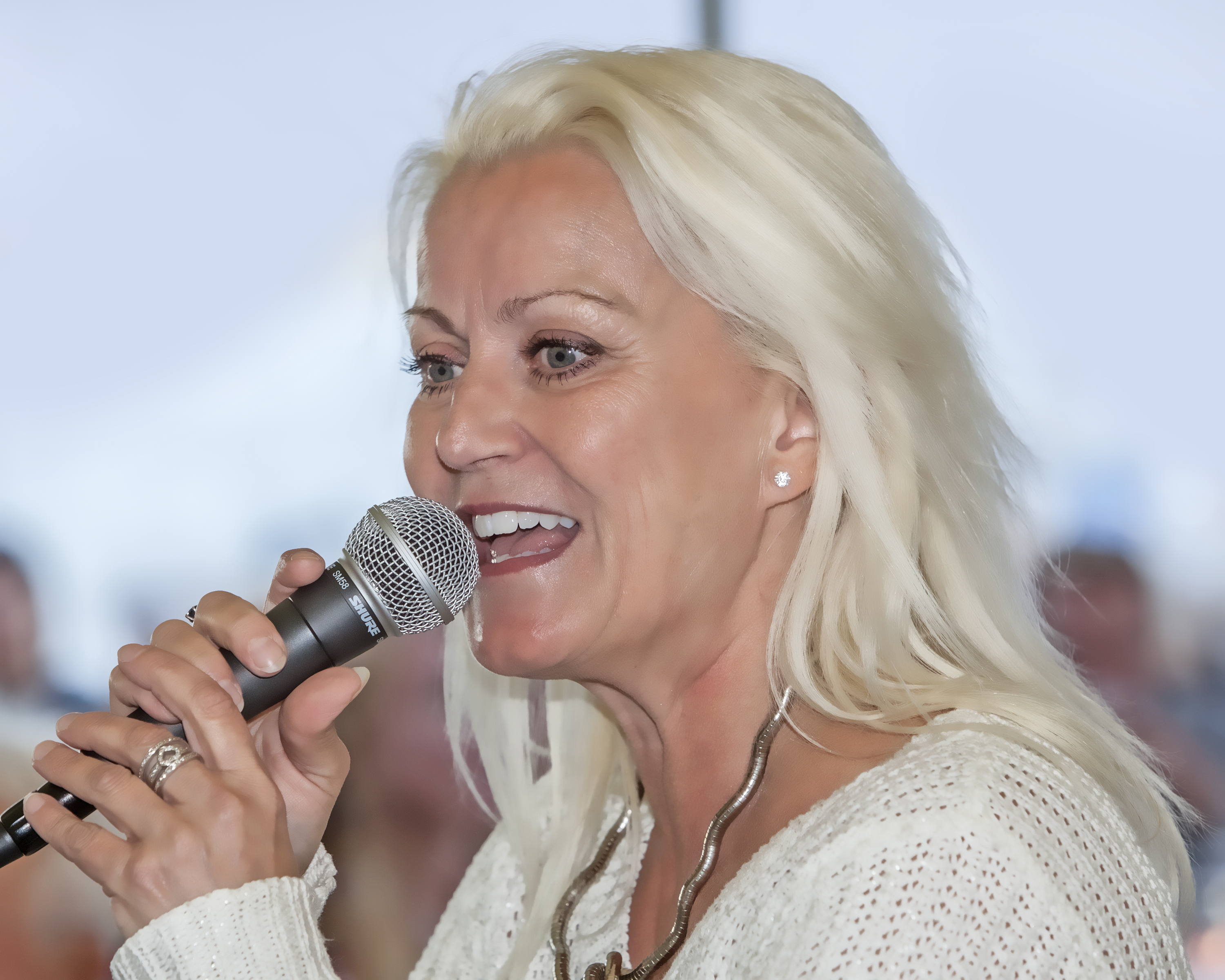
Карина Джаарнек

- Вавилов, Георгий Олегович (34) — российский актёр театра и кино, артист Малого театра, сын Олега Вавилова[156].
- Ванча, Енё (87) — венгерский государственный деятель, министр сельского хозяйства и продовольствия (1980—1989)[157].
- Гитаприя (83) — индийский режиссёр и автор песен, работавший в индустрии кино на каннада[158].
- Гриффин, Дейл (67) — американский музыкант, ударник (Mott the Hoople)[159].
- Джилетт, Мик (64) — трубач, участник группы Tower of Power[160].
- Дрампян, Хажак Андраникович (93) — государственный и партийный деятель Армянской ССР, министр автомобильного транспорта Армянской ССР (1978—1989)[161]
- Кларенс, Рид (Blowfly) (76) — R’n’B-исполнитель и автор песен[162].
- Корде, Андис (85) — советский и латвийский горнолыжник и тренер[163].
- Левин, Стивен (78) — американский писатель[164].
- Митин, Станислав Васильевич (75) — советский и российский самбист и тренер, мастер спорта СССР[165].
- Панцуру, Йон (81) — румынский бобслеист, бронзовый призёр зимних Олимпийских игр в Гренобле (1968)[166].
- Рао, В.Рама (80) — индийский государственный деятель, губернатор Сиккима (2002—2007)[167].
- Хонеггер, Готфрид (98) — швейцарский художник, график и скульптор, один из известных представителей конкретного искусства[168].
- Чумакова, Тамара Ивановна (83) — советская оперная певица, народная артистка Чувашской АССР (1968), заслуженная артистка РСФСР (1970)[169],.
- Шульте, Фрэнсис Байбл (88) — прелат Римско-католической церкви, архиепископ Нового Орлеана (1988—2002)[170].
- Яарнек, Карина (53) — шведская певица[171].
- Ягель, Роман (93) — израильский военный и общественный деятель, бригадный генерал, президент израильского Союза воинов и партизан — инвалидов войны с нацистами[172].

## 16 января

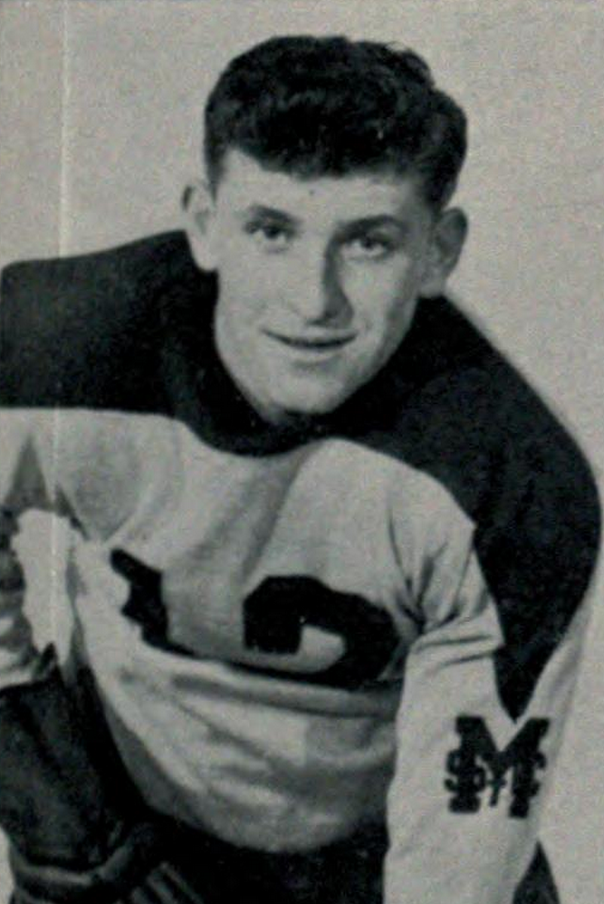
Руди Мигэй

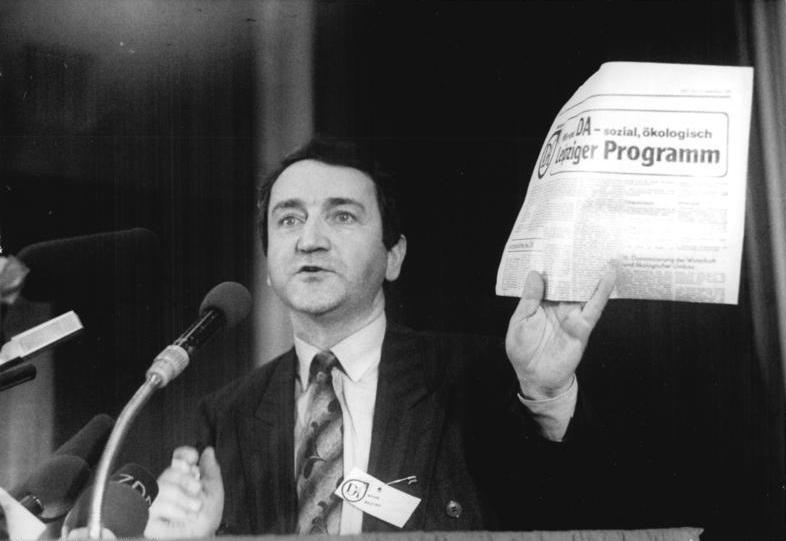
Вольфганг Шнур

- Аврамидис, Иоаннис (93) — греческий скульптор[173].
- Барынин, Валерий Николаевич (75) — советский и российский артист оперетты и художник, народный артист РСФСР (1984)[174].
- Вайперт, Дориан (82) — немецкий агроном, иностранный член РАСХН (1995—2014), иностранный член РАН (2014)[175].
- Жиро, Юбер (94) — французский композитор (Mamy Blue)[176].
- Ибрашев, Жарас Умарович (87) — казахстанский историк, доктор исторических наук, профессор[177].
- Лупекин, Герман Петрович (97) — советский и российский телевизионный режиссёр, сценарист и киноактёр[178].
- Мигэй, Руди (87) — канадский хоккеист («Торонто Мейпл Лифс») (1947—1965)[179].
- Некрасов, Александр Васильевич (63) — советский и российский поэт[180].
- Пахомова, Людмила Фёдоровна (84) — советский и российский экономист-востоковед, специализировавшийся на исследовании социально-экономического развития Индонезии и других стран Юго-Восточной Азии [Некролог. Восток. Афро-азиатские общества: история и современность '2016, № 3].
- Резниченко, Иосиф Моисеевич (85) — советский и российский адвокат, доктор юридических наук, профессор, заслуженный юрист Российской Федерации (1999), почётный работник высшего профессионального образования Российской Федерации[181].
- Шнур, Вольфганг (71) — немецкий адвокат и политический деятель, один из создателей и председатель партии «Демократический прорыв» (1989—1990)[182].

## 15 января

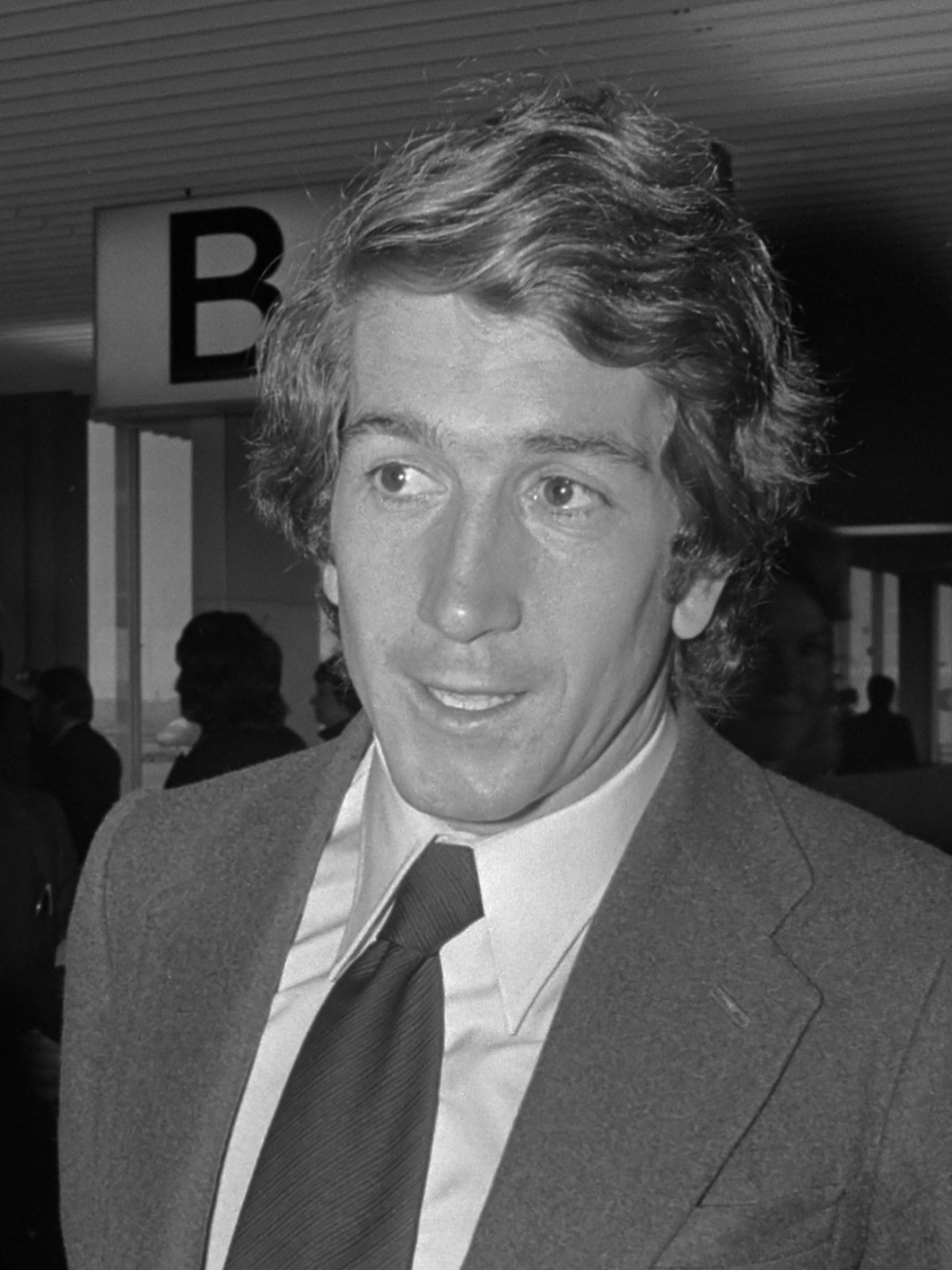
Мануэль Веласкес

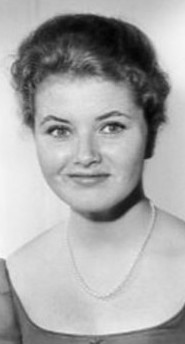
Донна Коркоран

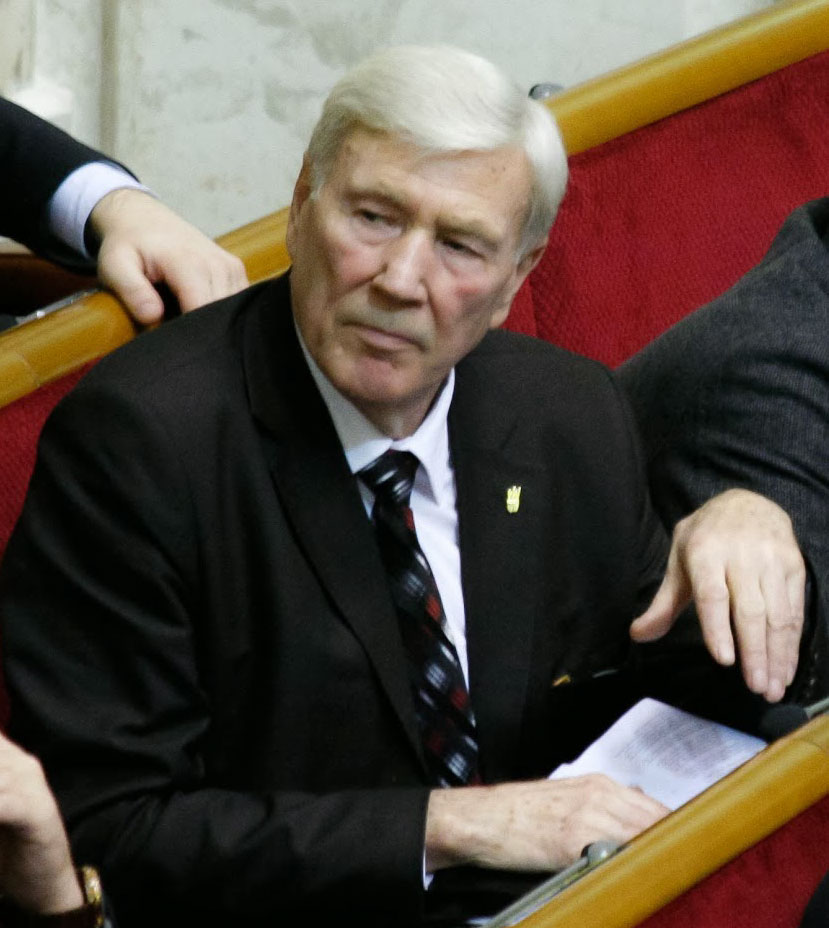
Александр Шевченко

- Бочинин, Анатолий Николаевич (86) — советский спортивный фотокорреспондент («Огонёк», ТАСС)[183].
- Веласкес, Мануэль (72) — испанский футболист, полузащитник мадридского «Реала», привлекавшийся в состав сборной Испании (1967—1975)[184].
- Гангули, Анил (82) — индийский кинорежиссёр и сценарист[185].
- Дарен, Робер (102) — французский актёр, режиссёр и сценарист[186][187].
- Карачёв, Николай Иванович (93) — участник Великой Отечественной войны, разведчик 348-го стрелкового полка, полный кавалер ордена Славы[188].
- Коркоран, Донна (72) — американская актриса[189].
- Котковский, Анджей (75) — польский режиссёр и сценарист[190][191].
- Мирет, Педро (88) — кубинский революционер и государственный деятель, министр сельского хозяйства, министр горнорудной промышленности, металлургии и топлива, заместитель председателя Совета министров (1972—1974), член Политбюро Центрального комитета Коммунистической партии Кубы (1983—1991)[192].
- Мэнсбридж, Джон (98) — американский художник-постановщик, двукратный номинант премии «Оскар»: «Набалдашник и метла» (1972), «Остров на вершине мира» (1975)[193].
- Реза, Александр (93) — французский ювелир[194].
- Серебряков, Юрий Павлович (76) — советский и российский дирижёр, профессор, сын пианиста Павла Серебрякова[195].
- Флетчер, Робин (93) — британский хоккеист, бронзовый призёр летних Олимпийских игр Хельсинки (1952) по хоккею на траве[196].
- Хатлингер, Пит (54) — американский гитарист[197].
- Хэггерти, Дэн (74) — американский актёр[198].
- Шевченко, Александр Аксентьевич (78) — украинский правовед, депутат Верховной Рады Украины VII созыва[199].

## 14 января

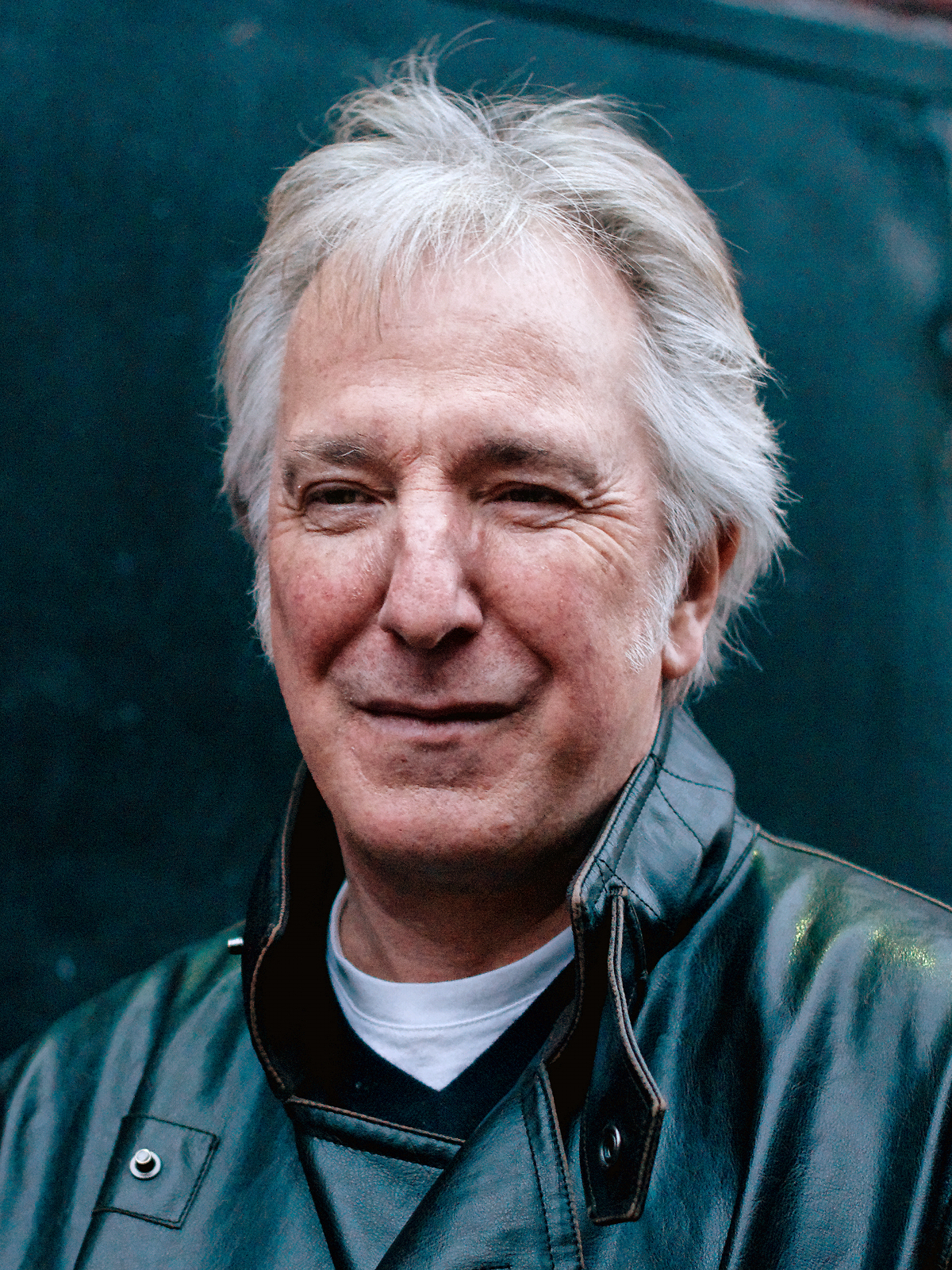
Алан Рикман

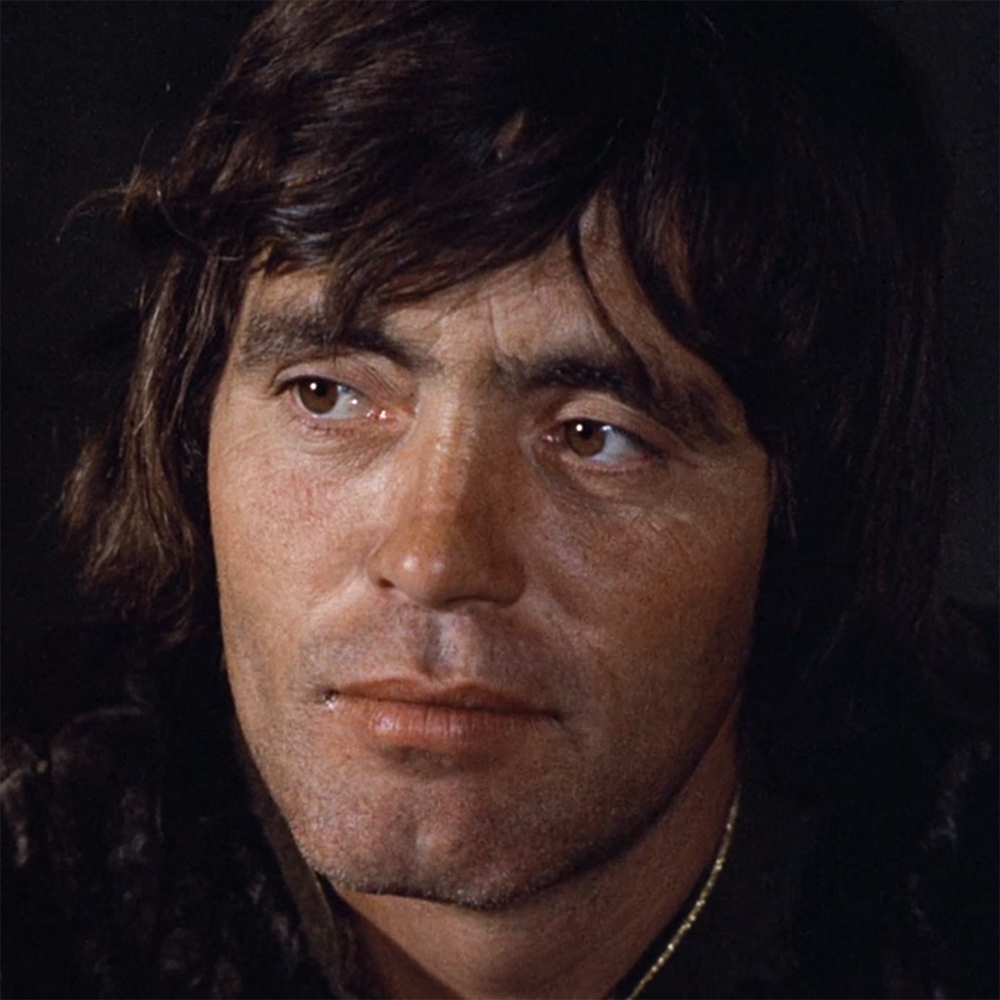
Франко Читти

- Бучин, Борис Владимирович (92) — участник Великой Отечественной войны, Герой Советского Союза (1945)[200]
- Вакки Серджо (90) — итальянский художник[201].
- Вивек, Раджеш (66) — индийский актёр («Джодха и Акбар»)[202][203].
- Вуд, Эллен Мейксинс (73) — американский марксистский историк[204].
- Дадаев, Александр Николаевич (97) — советский и российский астроном, ветеран войны, старейший сотрудник Пулковской обсерватории[205].
- Жаботинский, Леонид Иванович (77) — советский штангист, выступавший в супертяжёлом весе, двукратный олимпийский чемпион (1964, 1968), автор 19 мировых рекордов[206].
- Орлов, Николай Григорьевич (93) — советский танкист, участник Великой Отечественной войны, генерал-лейтенант в отставке, заслуженный деятель науки РСФСР[207].
- Рикман, Алан (69) — британский актёр театра и кино, режиссёр; актёр озвучивания; рак[208].
- Серова, Ирма Павловна (90) — советская и российская театральная актриса, выступавшая на сцене Ивановского драматического театра, заслуженная артистка РСФСР[209].
- Стюарт, Роберт Бэнкс (84) — британский телесценарист и писатель[210].
- Хаснулин, Вячеслав Иванович (68) — советский и российский учёный, доктор медицинских наук, вице-президент Академии полярной медицины и экстремальной экологии человека[211].
- Читти, Франко (80) — итальянский актёр[212].

## 13 января

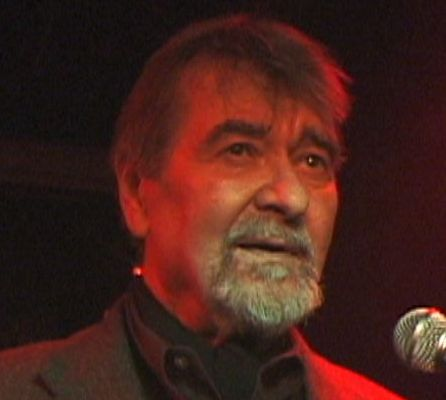
Джорджио Гомельский

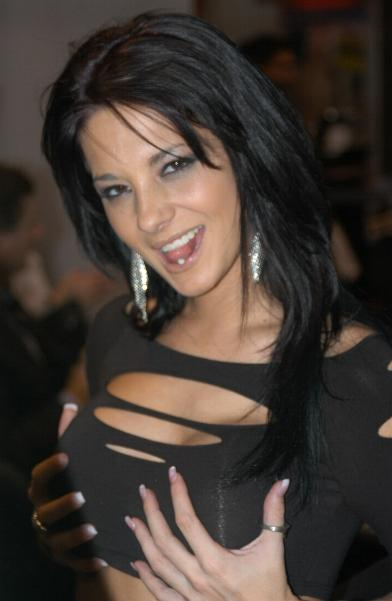
Тера Рей

- Бедфорд, Брайан (80) — английский и американский актёр кино[213].
- Бинар, Владимир (74) — чешский писатель[214].
- Гомельский, Джорджио (81) — кинематографист, импресарио, музыкальный продюсер и менеджер[215].
- Гуссенс, Робер (88) — французский ювелир[216].
- Джейкоб, Джейкоб Фардж Рафаэль (92) — индийский военный и государственный деятель, генерал-лейтенант, губернатор Гоа и Кашмира[217].
- Крейг, Уильям (97) — американский философ и математик, автор теоремы Крейга[англ.][218].
- Крон, Густав[пол.] (85) — польский актёр[219].
- Островский, Леонид Васильевич (69) — советский и российский архитектор и реставратор, лауреат Государственной премии Российской Федерации (2001)[220].
- Рей, Тера (33) — американская порноактриса; самоубийство[221].
- Трнавчевич, Захарие (90) — сербский государственный деятель, временный президент Народной скупщины Сербии (2012)[222].
- Филлипс, Конрад (90) — британский актёр[223].
- Херболшеймер, Берн (67) — американский композитор[224].

## 12 января

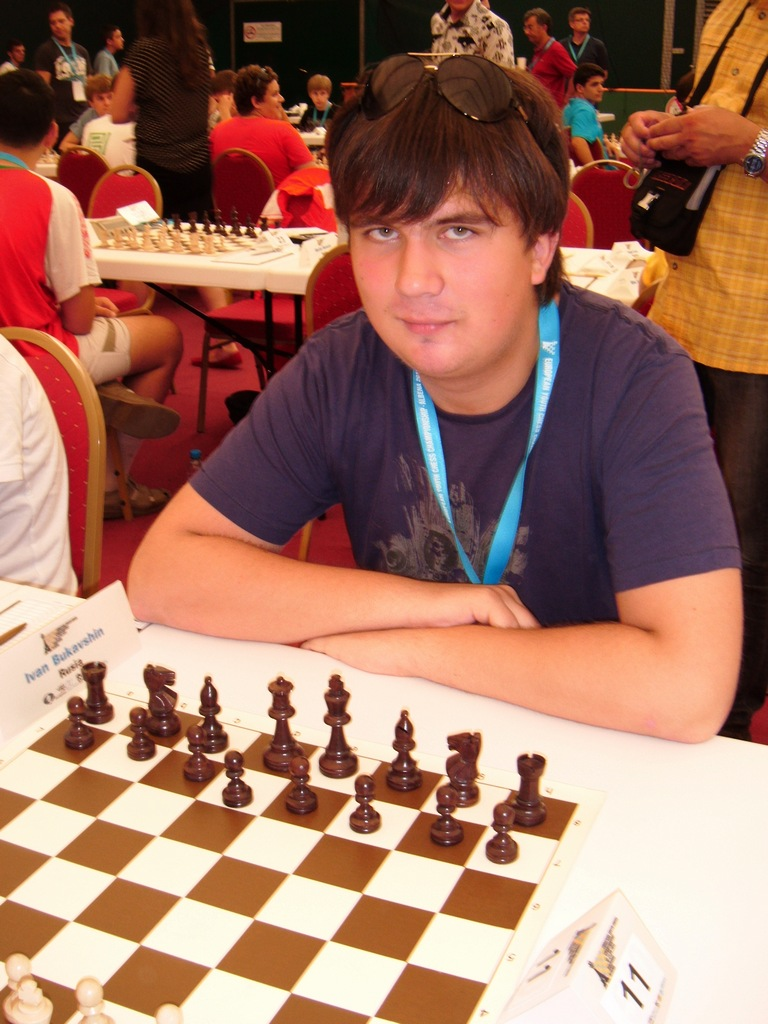
Иван Букавшин

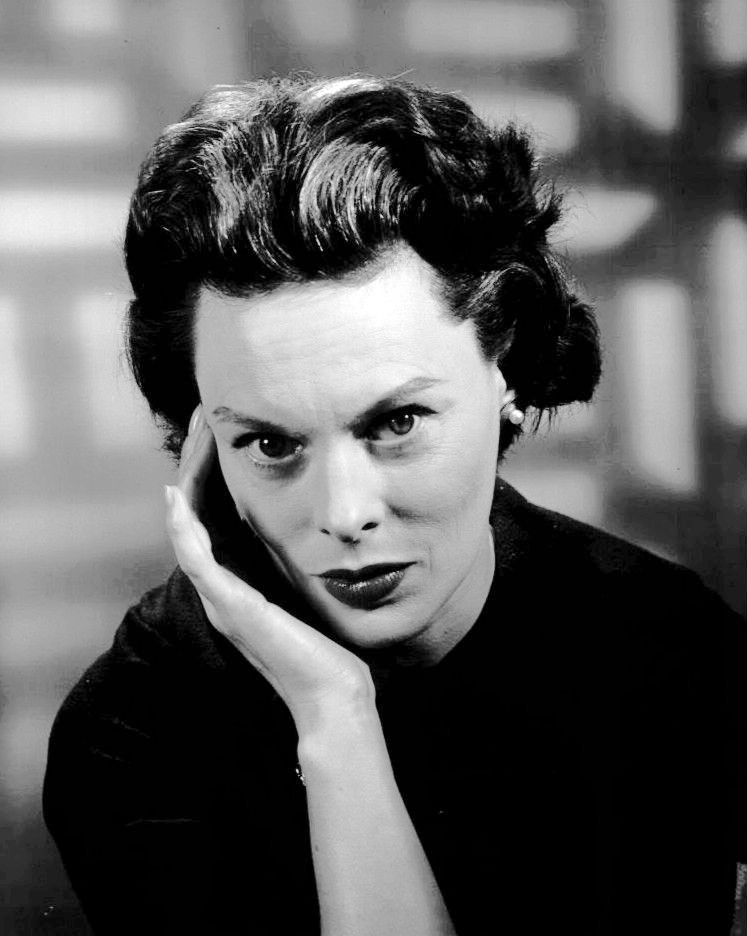
Мег Манди

- Букавшин, Иван Александрович (20) — российский шахматист, гроссмейстер[225].
- Гусман, Гастон (83) — мексиканский миколог и антрополог[226].
- Елбаскин, Михаил Михайлович (67) — советский и российский борец и педагог, мастер спорта СССР[227].
- Канашкин, Виталий Алексеевич (82) — советский и российский писатель, журналист и педагог, доктор филологических наук, главный редактор журнала «Кубань»[228].
- Лойверик, Рут (91) — немецкая актриса[229].
- Манди, Мег (101) — американская актриса[230].
- Маргусте, Анти Александрович (84) — эстонский композитор и музыкальный педагог[231].
- Мухаметзянов, Габдельнур Хабибрахманович (86) — советский учёный, заслуженный работник высшей школы Российской Федерации, почётный работник высшего профессионального образования Российской Федерации, спортивный арбитр международной категории по баскетболу (ФИБА) с 1961 года[232].
- Нидлз, Уильям[англ.] (97) — канадский актёр[233].
- Райт, Кэролин (67) — американская поэтесса, лауреат премии Национального круга книжных критиков (2010)[234].
- Сайм, Дейв (79) — американский легкоатлет, серебряный призёр летних Олимпийских игр в Риме (1960)[235].
- Сергеев, Дмитрий Васильевич (76) — советский хозяйственный и российский государственный деятель, генеральный директор Ленинградского оптико-механического объединения ЛОМО (1986—1992), лауреат Государственной премии СССР (1981)[236].
- Сериков, Сергей Филиппович (66) — советский и казахстанский баскетбольный тренер, заслуженный тренер Республики Казахстан[237].
- Сопыев, Мыратберди Сопыевич (86) — советский и туркменский аграрий, Герой Туркменистана, Герой Социалистического Труда (1971)[238].
- Сосновский, Николай Аркадьевич (60) — советский и российский африканист, культуролог, историк и публицист[239].
- Чепчян, Георгий Аветисович (88) — советский и армянский актёр театра и кино, заслуженный артист Армянской ССР (1971)[240].

## 11 января

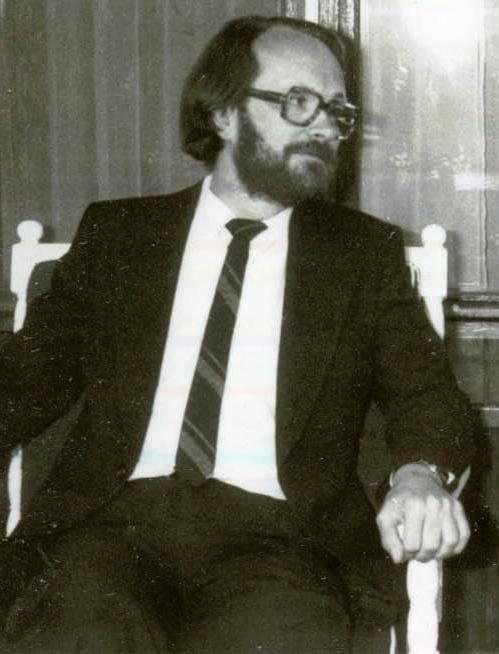
Берге Фурре

- Вальквист, Гуннель (97) — шведский писатель и переводчик, член Шведской академии (с 1982 года)[241]
- Верещагина, Алла Глебовна (90) — советский искусствовед, действительный член Российской академии художеств (1997)[242]
- Котлов, Евгений Николаевич (66) — советский хоккеист, мастер спорта СССР международного класса[243].
- Манн, Стэнли (87) — американский киносценарист и драматург[244].
- Маргулис, Дэвид (78) — американский актёр[245].
- Нэджел, Роберт (90) — немецкий актёр[246].
- Фурре, Берге (78) — норвежский историк и политический деятель, лидер Социалистической левой партии (1977—1983)[247].
- Христолюбова, Ирина Петровна (77) — советская и российская детская писательница[248].

## 10 января

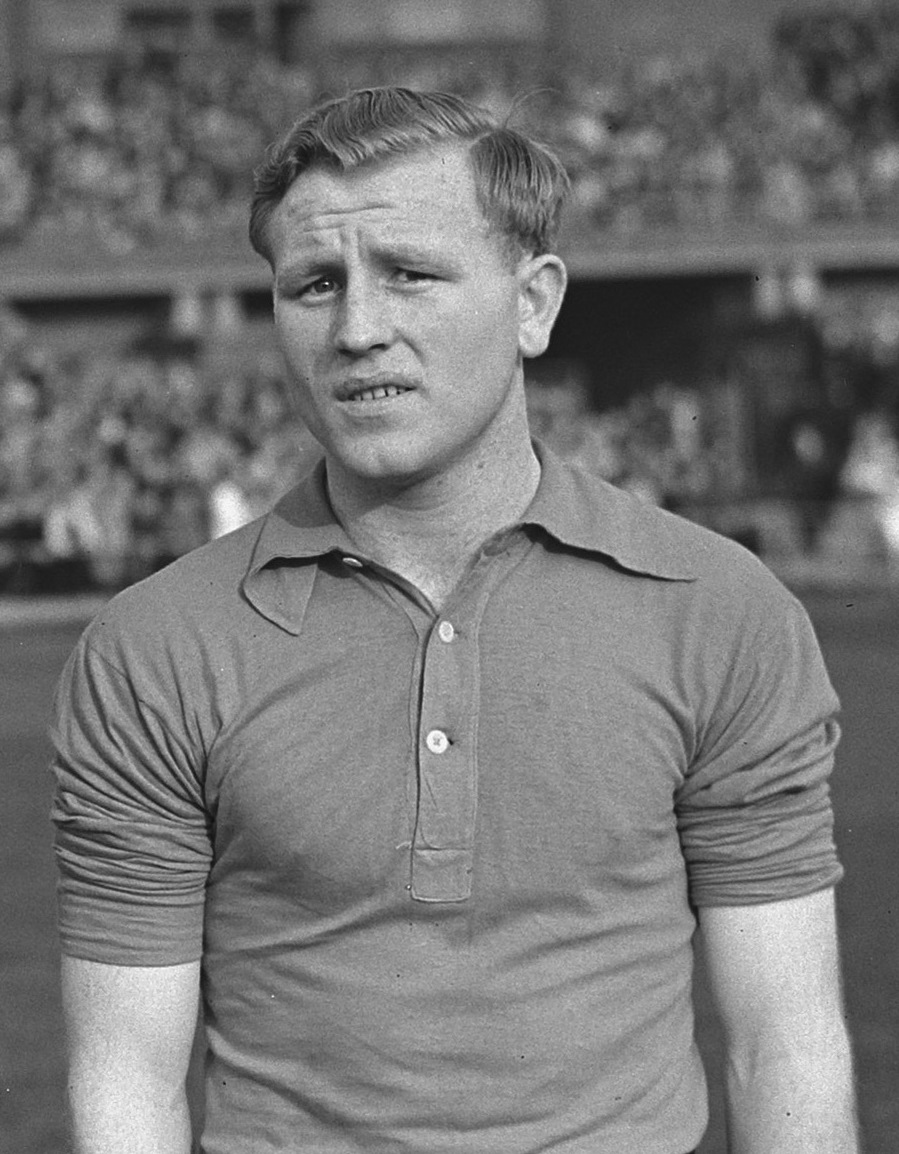
Вим Блейенберг

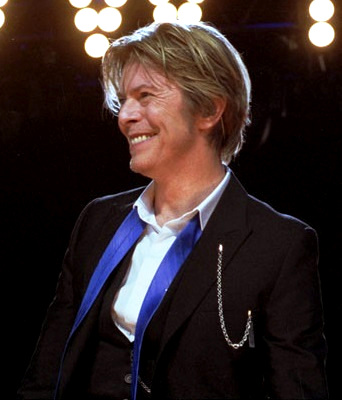
Дэвид Боуи

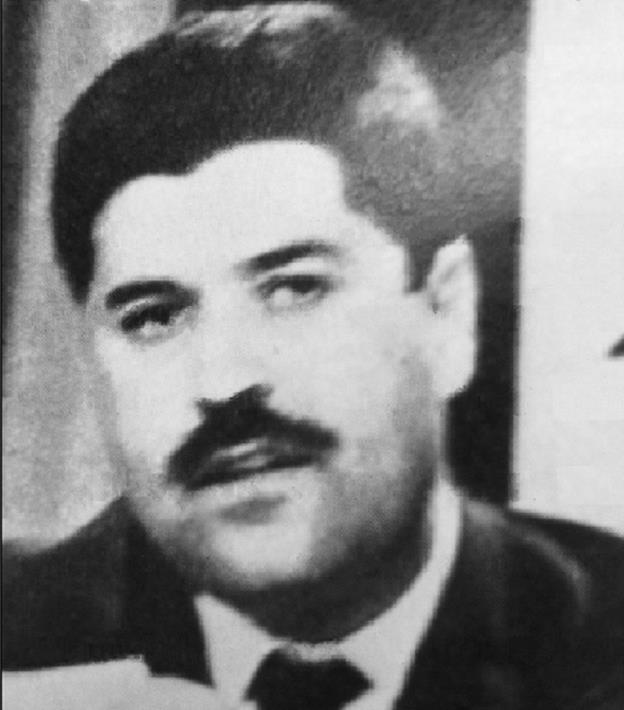
Юсуф Зуэйин

- Бахри Аббас (61) — тунисский математик, первый лауреат премии Ферма (1989)[249].
- Берри, Джон (56) — американский автор-исполнитель[250].
- Блейенберг, Вим (85) — нидерландский футболист[251].
- Боуи, Дэвид (69) — британский рок-певец, автор песен, продюсер, звукорежиссёр, художник, актёр; рак печени[252].
- Брейвик, Борд (67) — норвежский скульптор[253].
- Галеота, Майкл (31) — американский киноактёр[254].
- Гамбоа, Эрман (69) — венесуэльский музыкант[255].
- Джонас, Джордж (80) — канадский писатель и сценарист («Меч Гедеона», «Мюнхен»)[256].
- Зитман, Корнелис (89) — венесуэльский скульптор[257].
- Зуэйин, Юсуф (84) — сирийский государственный деятель, премьер-министр Сирии (1965, 1966—1968)[258].
- Ключников, Александр Александрович (70) — советский и украинский инженер-физик, директор Института проблем безопасности атомных электростанций Национальной академии наук Украины (с 2004 года), Герой Украины (2011)[259].
- Кагермазов, Борис Гидович (81) — советский и российский поэт, прозаик, переводчик, народный поэт Кабардино-Балкарской Республики[260].
- Кодряну, Теофил (74) — румынский футболист, игрок «Рапида» (Бухарест) и национальной сборной[261].
- Платек, Яков Моисеевич (86) — советский и российский музыковед, главный редактор журнала «Музыкальная жизнь» (1990—2010)[262].
- Прибыловский, Владимир Валерианович (59) — советский диссидент и российский политолог, историк, правозащитник, журналист, публицист и переводчик, президент информационно-исследовательского центра «Панорама»[263].
- Хёрли, Фрэнсис Томас (88) — прелат Римско-католической церкви, архиепископ Анкориджа (1976—2003)[264].
- Цхададзе, Марлен Шалвович (71) — советский и российский скульптор[265].

## 9 января

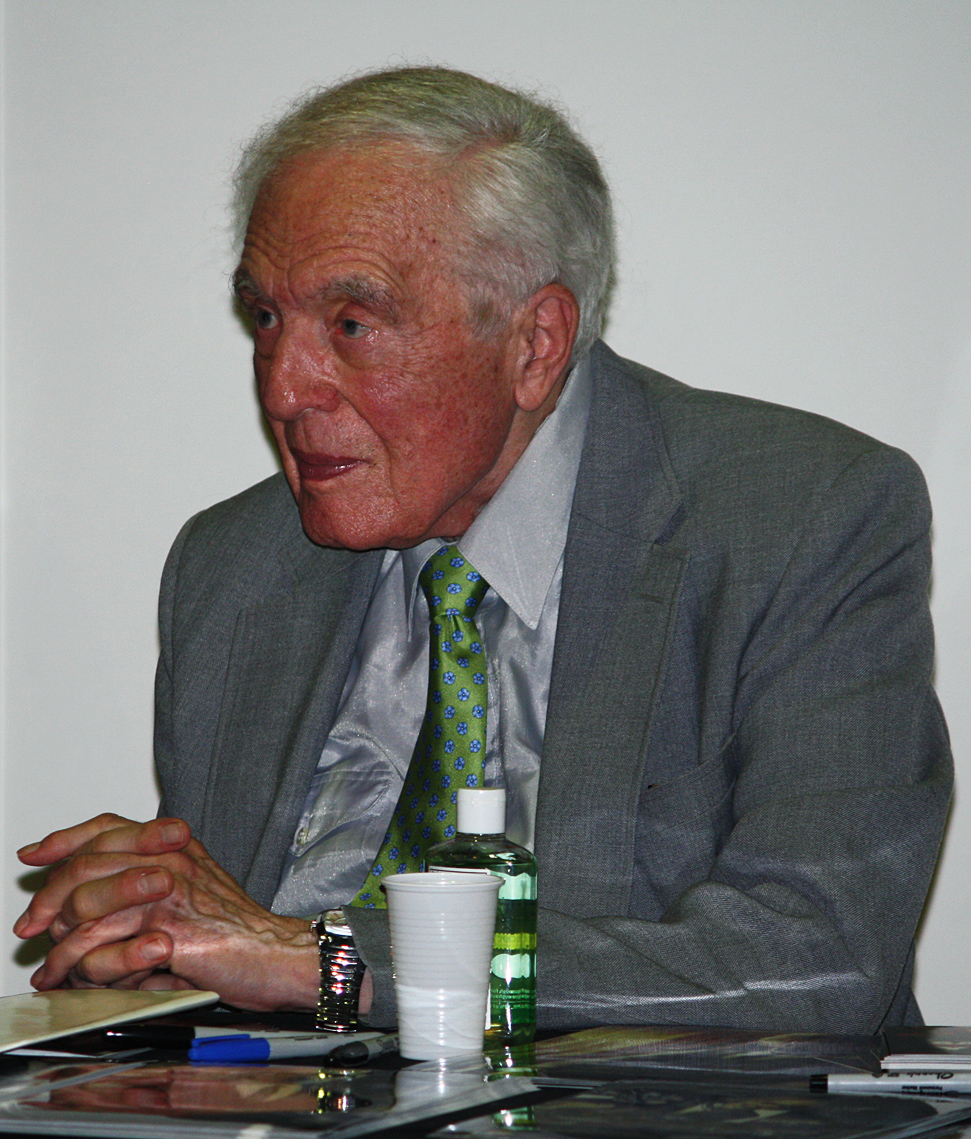
Ангус Скримм

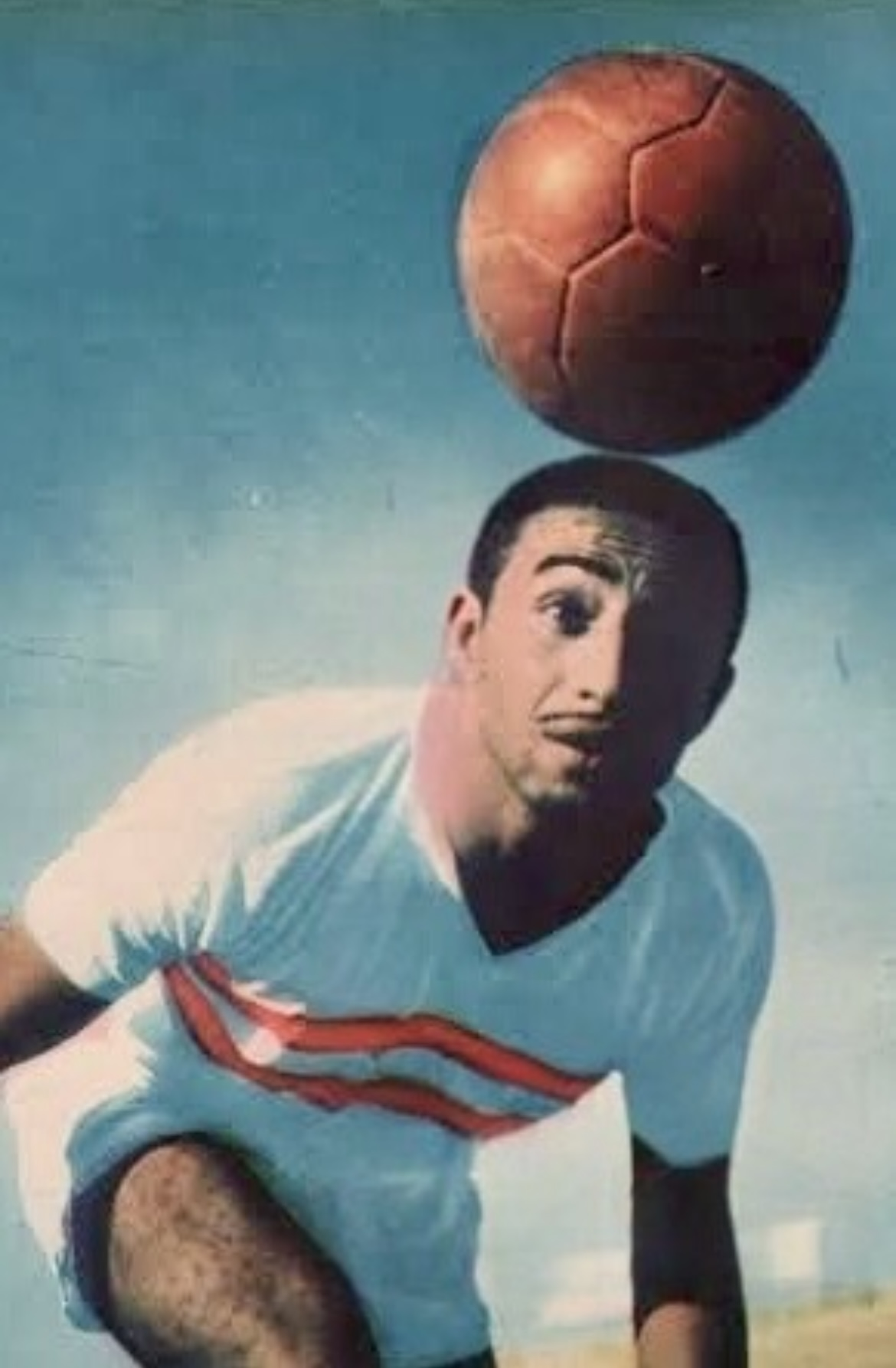
Хамада Эмам

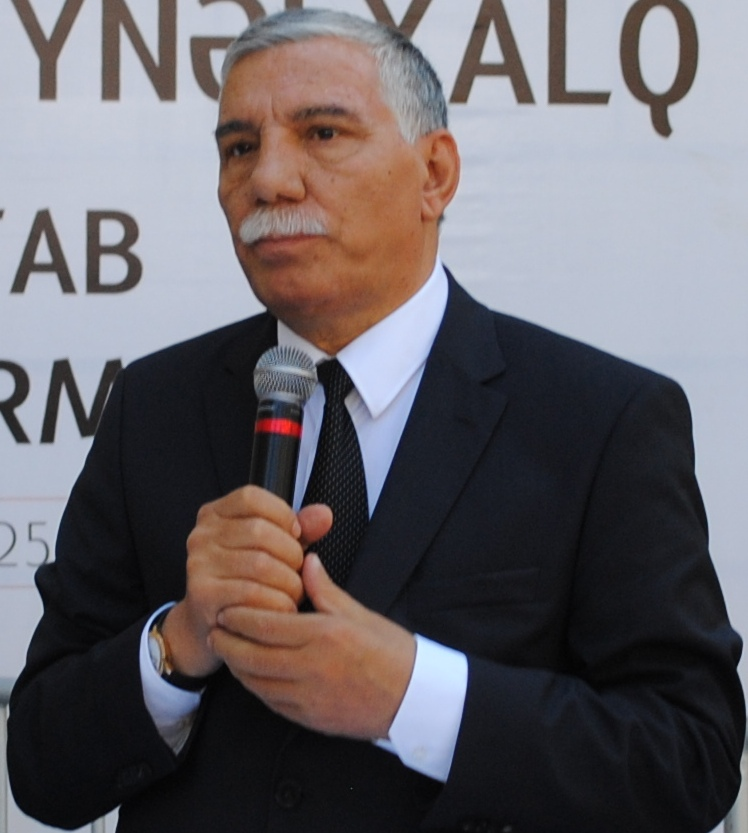
Зелимхан Ягуб

- Антов, Александр (63) — болгарский модельер; убит[266].
- Баулин, Николай Афанасьевич (83) — советский и российский медицинский работник и преподаватель, профессор, заслуженный врач Российской Федерации, почётный гражданин Пензы[267].
- Беннет, Барбара (76) — американская актриса[268][269].
- Гарвард, Джон (77) — канадский государственный деятель, лейтенант-губернатор Манитобы (2004—2009)[270].
- Гарипов, Марат Кадырович (48) — российский актёр, каскадёр[271].
- Де Филиппис, Мария-Тереза (89) — итальянская автогонщица, первая женщина, ставшая пилотом Формулы-1[272].
- Джопуа, Рушни Кукуевич (81) — абхазский писатель, поэт и актёр[273].
- Зуховицкая, Валентина Фёдоровна (71) — советская и российская актриса, заслуженная артистка РСФСР (1974)[274].
- Котов, Юрий Иванович (87) — советский и российский организатор промышленности, Почётный президент Московской торгово-промышленной палаты, лауреат Государственной премии СССР, почётный работник электронной промышленности СССР[275].
- Манучарян, Вартан (59) — советский и российский художник[276].
- Негеле, Роберт (90) — немецкий актёр[277].
- Поснов, Виктор Сергеевич (83) — советский хозяйственный деятель, генеральный директор Всесоюзного лесопромышленного объединения «Кареллеспром».(1987—1998)[278].
- Рахо, Умберто (93) — итальянский актёр («Последний человек на Земле», «Птица с хрустальным оперением», «Преступления чёрного кота»)[279][280].
- Ривас, Хосе Мария (57) — сальвадорский футболист, участник чемпионата мира (1982)[281].
- Робертов, Виктор Робертович (78) — советский и украинский актёр оперетты, заслуженный артист Украинской ССР (1977)[282].
- Скримм, Ангус (89) — американский актёр кино и телевидения[283].
- Чигоев, Мераб Ильич (65) — государственный деятель Южной Осетии, премьер-министр (1998—2001), министр юстиции (2004—2008) генеральный прокурор (1996—1998, 2001—2004, с 2012); ДТП[284].
- Чудновский, Виль Эммануилович (91) — советский и российский учёный-психолог, профессор[285].
- Эмам, Хамада (68) — египетский футболист игрок («Замалека») и национальной сборной[286].
- Ягуб, Зелимхан (65) — народный поэт Азербайджана, ашуг, общественный деятель; депутат парламента Азербайджана I и II созывов (1995—2005)[287].

## 8 января

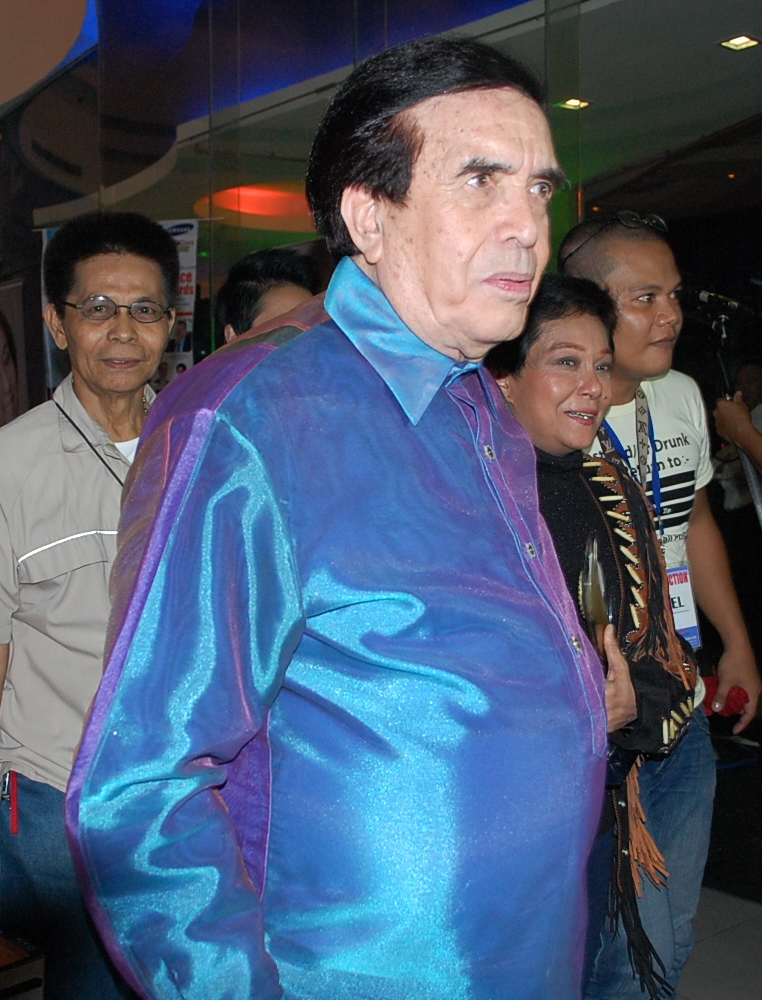
Херман Морено

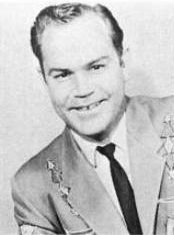
Ред Симпсон

- Ахмед, Хамди (82) — египетский актёр[288][289].
- Вильяльба Акино, Карлос Мильсиадес (91) — католический прелат, епископ Сан-Хуан-Баутиста-де-лас-Мисьонеса (1978—1999)[290].
- Гаджиев, Валерий Низамиевич (74) — советский футболист, крайний полузащитник («Нефтчи», «Динамо» Москва), игрок олимпийской сборной СССР[291].
- Гинами, Алессандро (93) — итальянский государственный деятель, президент Сардинии (1979—1980)[292].
- Джугели, Медея Николаевна (90) — советская спортивная гимнастка, чемпионка Летних Олимпийских игр в Хельсинки (1952)[293].
- Добелиньская-Элишевская, Тереза (74) — польский политик и онколог[294].
- Катин, Олег Георгиевич (78) — советский и российский хоккеист с мячом и тренер, чемпион СССР, заслуженный тренер России[295].
- Клей, Отис (73) — американский певец[296].
- Морено, Херман (72) — филиппинский актёр[297][298].
- Насвитис, Витаутас (87) — советский и литовский архитектор, брат архитектора Альгимантаса Насвитиса[299].
- Симпсон, Ред (81) — американский автор-исполнитель[300].
- Смайли, Бретт (60) — американский автор-исполнитель[301].
- Стенкамп, Петрюс (90) — нидерландский государственный деятель, президент Сената Нидерландов (1983—1991)[302].

## 7 января

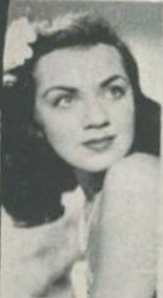
Китти Каллен

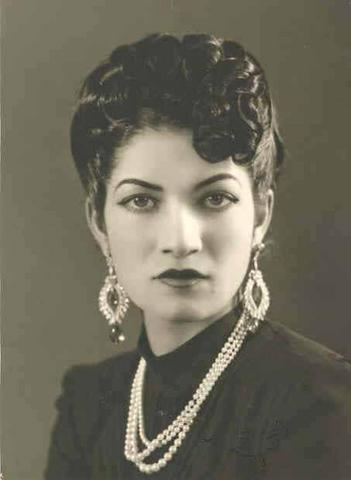
Ашраф Пехлеви

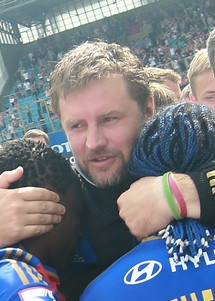
Сергей Шустиков

- Агапов, Владимир Семёнович (74) — советский государственный и российский общественный деятель, председатель исполкома Саратовского городского Совета народных депутатов (1988—1991)[303].
- Гольцман, Эдуард Данилович (81) — советский и российский детский поэт[304].
- Джонсон, Джон (68) — американский баскетболист, чемпион НБА в составе «Сиэтл Суперсоникс» (1979)[305].
- Дзаноне, Валерио (79) — итальянский государственный деятель, министр обороны Италии (1987—1989)[306].
- Дохерти, Падди (89) — британский общественно-политический деятель, правозащитник (о смерти объявлено в этот день)[307].
- Каллен, Китти (93) — американская эстрадная певица[308].
- Кандик, Роберт (89) — американский композитор и органист[309].
- Катшалл, Д Харлан (46) — канадский актёр[310][311].
- Коннолли, Патрик (?) — ирландский государственный деятель, генеральный прокурор (1982)[312].
- Курреж, Андре (92) — французский дизайнер[313].
- Либертини, Ричард (82) — американский актёр[314].
- Меир, Мира (83) — израильская поэтесса и писательница[315].
- Моисеску, Кристиан (69) — румынский государственный деятель, мэр Арада (1992—1996)[316].
- Муфти Мохаммад Саид (79) — главный министр Джамму и Кашмир (2002—2005, 2015—2016), министр внутренних дел Индии (1989—1990)[317].
- Пехлеви, Ашраф (96) — иранская принцесса, сестра шаха Мохаммеда Реза Пехлеви[318].
- Пивоваров, Даниил Валентинович (72) — советский и российский философ, религиовед и культуролог[319].
- Понс, Аврора (79) — испанская балерина, солистка и художественный руководитель Национального балета Испании[320].
- Симонов, Сергей Сергеевич (23) — российский хоккеист, нападающий клуба ВХЛ «Спутник»[321].
- Синодину, Анна (88) — греческая актриса и политический деятель[322].
- Тайлер, Александр (75) — один из основателей McLaren[323].
- Шонделл, Трой (76) — американский певец[324].
- Шустиков, Сергей Викторович (45) — советский и российский футболист («Торпедо» Москва), главный тренер клуба «Солярис»[325].
- Яссем, Виктор (93) — польский языковед[326].

## 6 января

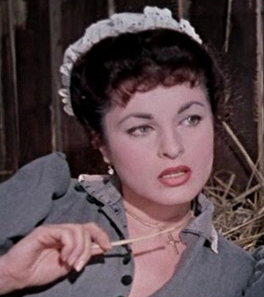
Сильвана Пампанини

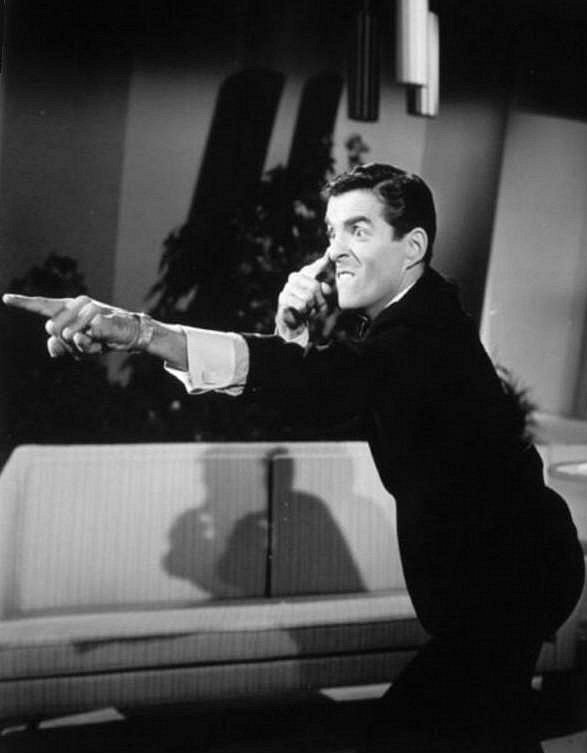
Пэт Харрингтон

- Абуталипов, Чапай Муталлапович (76) — советский и казахстанский партийный и государственный деятель, первый секретарь Кокчетавского обкома КП Казахстана (1990—1991), председатель Кокчетавского областного Совета народных депутатов (1990—1994)[327].
- Антипов, Валерий Александрович (69) — российский учёный в области ветеринарной фармакологии и токсикологии, директор Краснодарского научно-исследовательского ветеринарного института (1994—2016), член-корреспондент РАН (2014)[328].
- Арментерос, Альфредо (87) — кубинский музыкант[329].
- Бошняков, Эмиль (88 или 89) — болгарский оперный режиссёр[330].
- Венсан, Ив (94) — французский актёр («Жандарм женится», «Замороженный»)[331].
- Зыхович, Збигнев (62) — польский политик[332].
- Кинг, Флоренс (80) — американская писательница[333].
- Пампанини, Сильвана (90) — итальянская актриса[334].
- Полански, Сол (89) — американский дипломат, посол в Болгарии (1987—1990)[335].
- Пухова, Зоя Павловна (79) — советская ткачиха, председатель Комитета советских женщин (1987—1991), Герой Социалистического Труда (1966)[336].
- Раздымалин, Иван Фёдорович (91) — советский и российский педагог, член-корреспондент РАО (1992)[337].
- Решетов, Николай Афанасьевич (93) — полный кавалер ордена Славы[338].
- Садомский, Михаил Ефимович (97) — старейший иллюзионист России[339].
- Техера, Нивария (86) — кубинская писательница и поэтесса[340].
- Хэррингтон, Пэт (86) — американский актёр, лауреат премии «Золотой глобус» (1981) («Однажды за один раз»)[341].

## 5 января

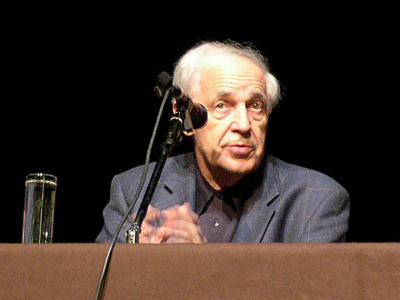
Пьер Булез

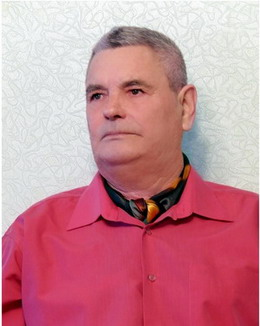
Виктор Герасин

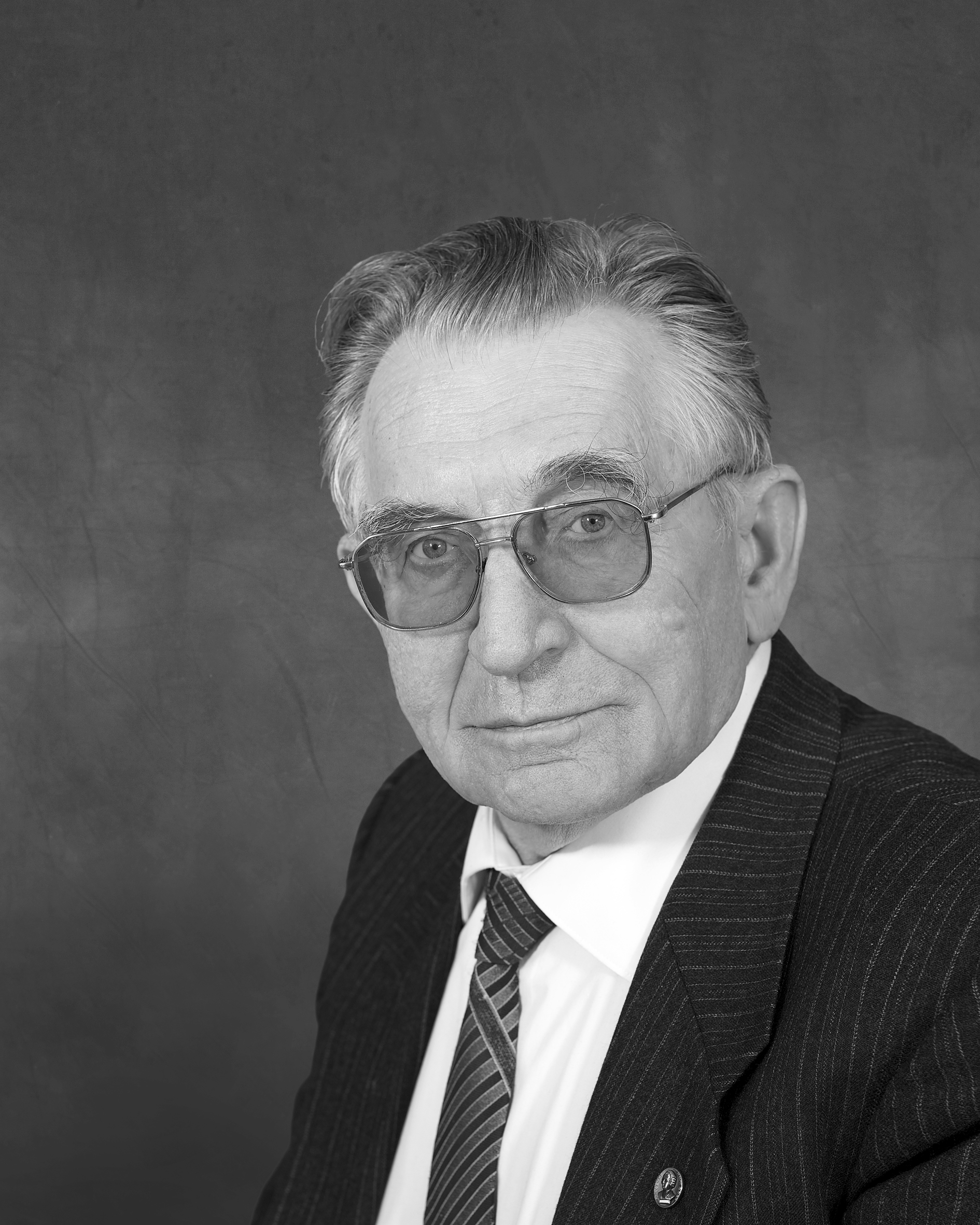
Лев Королёв

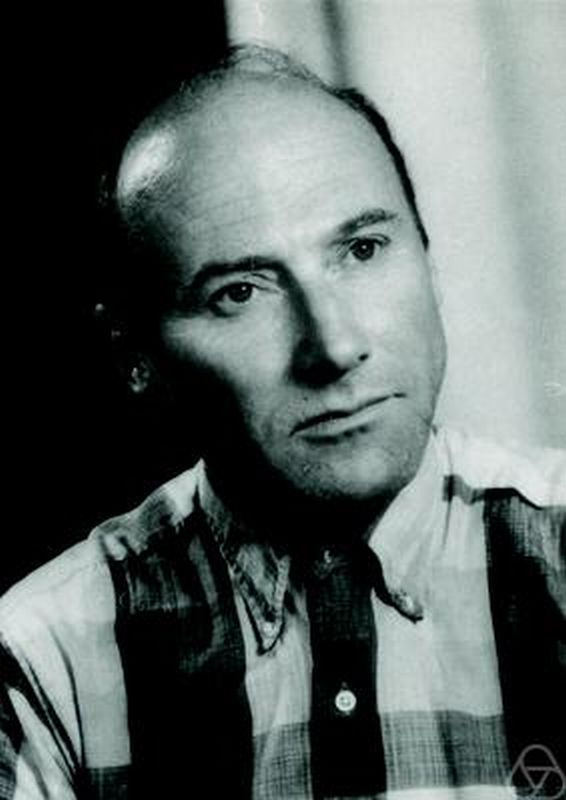
Рудольф Хааг

- Абдель-Алим, Мамдух[англ.] (59) — египетский актёр[342].
- Барренече, Мария Лоренса (89) — первая леди Аргентины (1983—1989), жена Рауля Альфонсина[343].
- Бешовишка, Светла (67) — болгарский хоровой дирижёр, руководитель детского хора «Бодра смяна»[344].
- Блейк, Сян (43) — британская актриса[345].
- Булез, Пьер (90) — французский композитор и дирижёр[346].
- Герасин, Виктор Иванович (76) — советский и российский писатель[347].
- Гречко, Пётр Кондратьевич (68) — российский философ, специалист в области теории познания, социальной философии и современного гуманитарно-методологического дискурса[348].
- Дунайцев, Анатолий Фёдорович (85) — советский российский физик, руководитель отделения электроники и автоматизации, главный научный сотрудник ИФВЭ[349].
- Жиров, Евгений Прокопьевич (78) — советский и казахстанский тренер по лыжному спорту, судья высшей категории, мастер спорта СССР, заслуженный тренер Республики Казахстан[350].
- Колдуэлл, Николас (71) — американский музыкант, один из создателей группы Whispers[351].
- Королёв, Лев Николаевич (89) — советский и российский системный программист и математик, заслуженный профессор МГУ[352].
- Кулиняк, Данило Иванович (67) — украинский поэт, прозаик, журналист, публицист, историк и эколог, участник диссидентского движения в СССР[353].
- Л’Алье, Жан-Поль (77) — канадский политик, мэр Квебека (1989—2005)[354].
- Меле, Танкред (32) — французский канатоходец[355].
- Метляев, Валерий (67) — советский, молдавский и израильский художник[356].
- Поздняков, Эльгиз Абдулович (86) — советский и российский политолог. Главный научный сотрудник, руководитель группы теории международных отношений ИМЭМО РАН[357].
- Помпео, Антонио (62) — бразильский актёр («Секрет тропиканки», «Роковое наследство»)[358].
- Пшеничнюк, Анатолий Харитонович (80) — советский и российский археолог, первооткрыватель золота савроматов[359].
- Рощин, Анатолий Александрович (83) — советский борец греко-римского стиля, чемпион летних Олимпийских игр в Мюнхене (1972)[360].
- Свадос, Элизабет (64) — американская писательница, композитор и актриса кино[361].
- Утепбергенов, Ментай Смагулович (69) — советский и казахстанский актёр театра и кино, заслуженный артист Республики Казахстан (1996)[362].
- Фейгенберг, Иосиф Моисеевич (93) — советский и российский психофизиолог[363][неавторитетный источник].
- Хааг, Рудольф (93) — немецкий физик, автор торемы Хаага, лауреат медали имени Макса Планка (1970) и премии Пуанкаре (1997)[364].

## 4 января

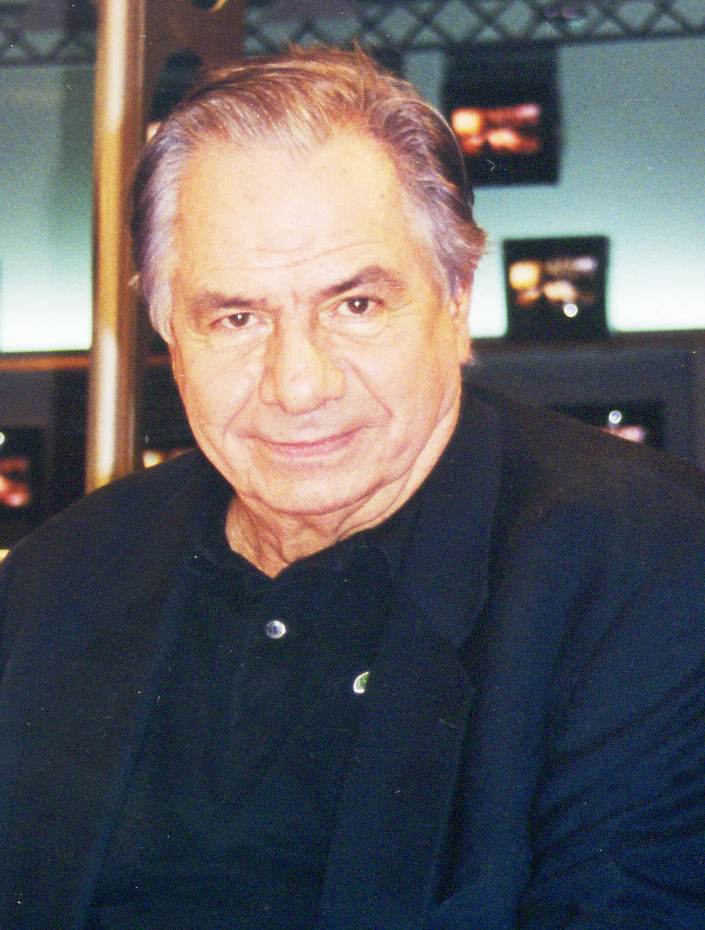
Мишель Галабрю

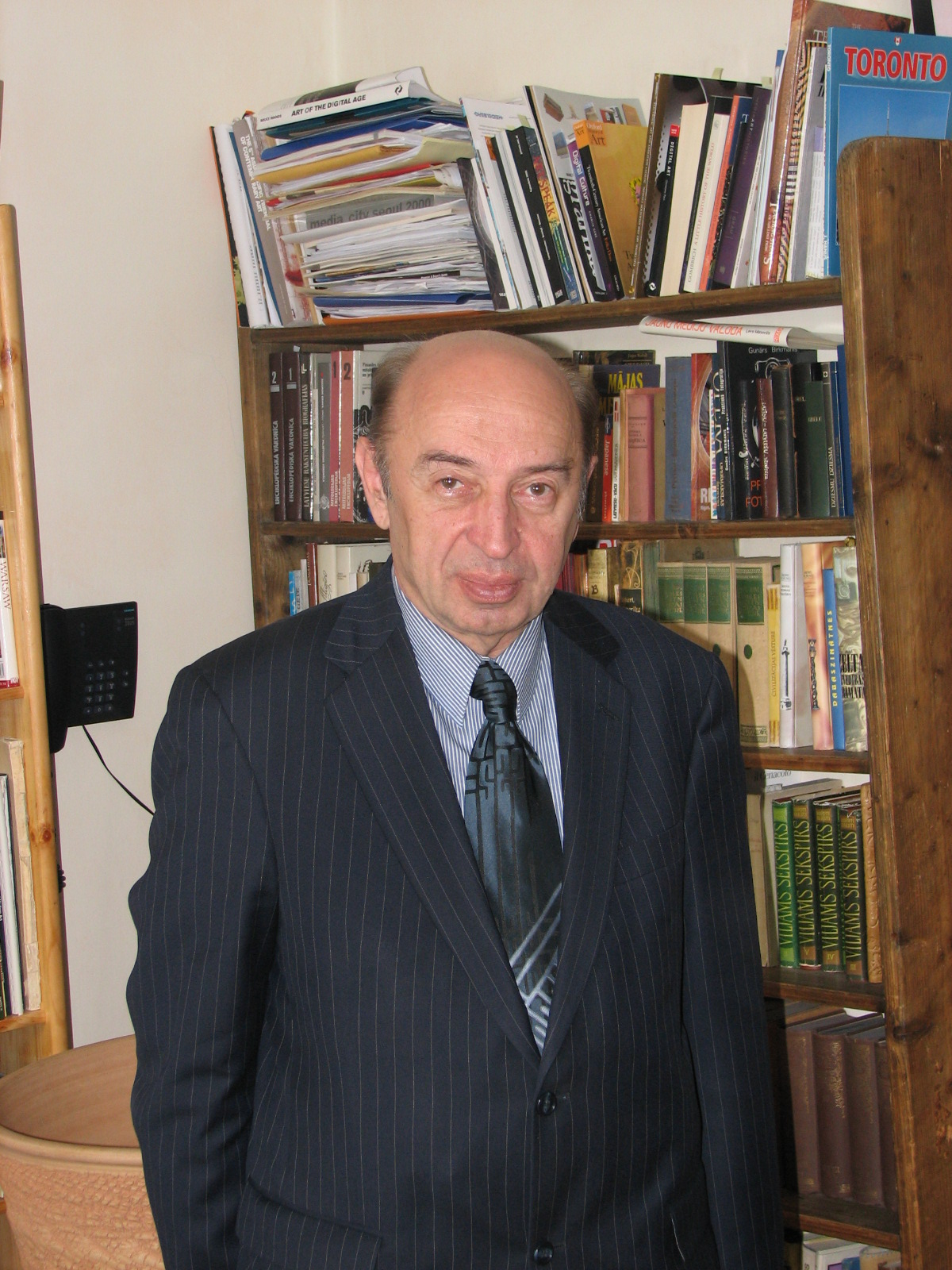
Русиньш Фрейвалдс

- Арп, Клаус (65) — немецкий композитор и дирижёр[365].
- Баррачина, Фернандо (68) — испанский футболист (ФК Валенсия)[366].
- Болсер, Роберт (88) — американский режиссёр-аниматор («Жёлтая подводная лодка»)[367].
- Босуорт, Стивен Уоррен (76) — американский дипломат, занимавший должности посла США в Тунисе, на Филиппинах и в Южной Корее[368].
- Вишневский, Владимир Серафимович (80) — советский и российский специалист в области создания, испытаний и производства высокоточного оружия; доктор технических наук, профессор; лауреат Ленинской премии (1982)[369].
- Галабрю, Мишель (93) — французский актёр театра и кино[370].
- Клинк, Мэттью (37) — канадский режиссёр[371].
- Кузнецов, Иван Васильевич (91) — специалист по истории советской журналистики, заведующий кафедрой истории отечественных СМИ факультета журналистики МГУ (1985—2008)[372].
- Лепра, Хорхе (73) — уругвайский дипломат и государственный деятель, министр промышленности (2005—2008), посол Уругвая во Франции (2008—2010)[373].
- Ллойд, Малколм Гомер (67) — английский бобслеист, участник четырёх Олимпийских игр (1972—1984), старший тренер женской сборной России (2009—2012) и Южной Кореи по бобслею[374].
- Маранов, Майя[нем.] (55) — немецкая актриса[375].
- Ментзел, Ачим (69) — немецкий музыкант и актёр[376].
- Пайзер Марджори (95) — австралийская поэтесса[377].
- Робертс, Джон (69) — валлийский футболист («Арсенал», «Бирмингем Сити», «Рексем»)[378].
- Стигвуд, Роберт (81) — австралийский актёр кино, продюсер[379].
- Фрейвалдс, Русиньш Мартыньш (73) — советский и латвийский математик[380].
- Хантер, Лонг Джон (84) — американский блюзовый музыкант[381].
- Цеканьский, Адам (94) — польский гинеколог, акушер и эндокринолог[382].
- Циглер, Франц (78) — австрийский механик, иностранный член РАН (1999)[383].

## 3 января

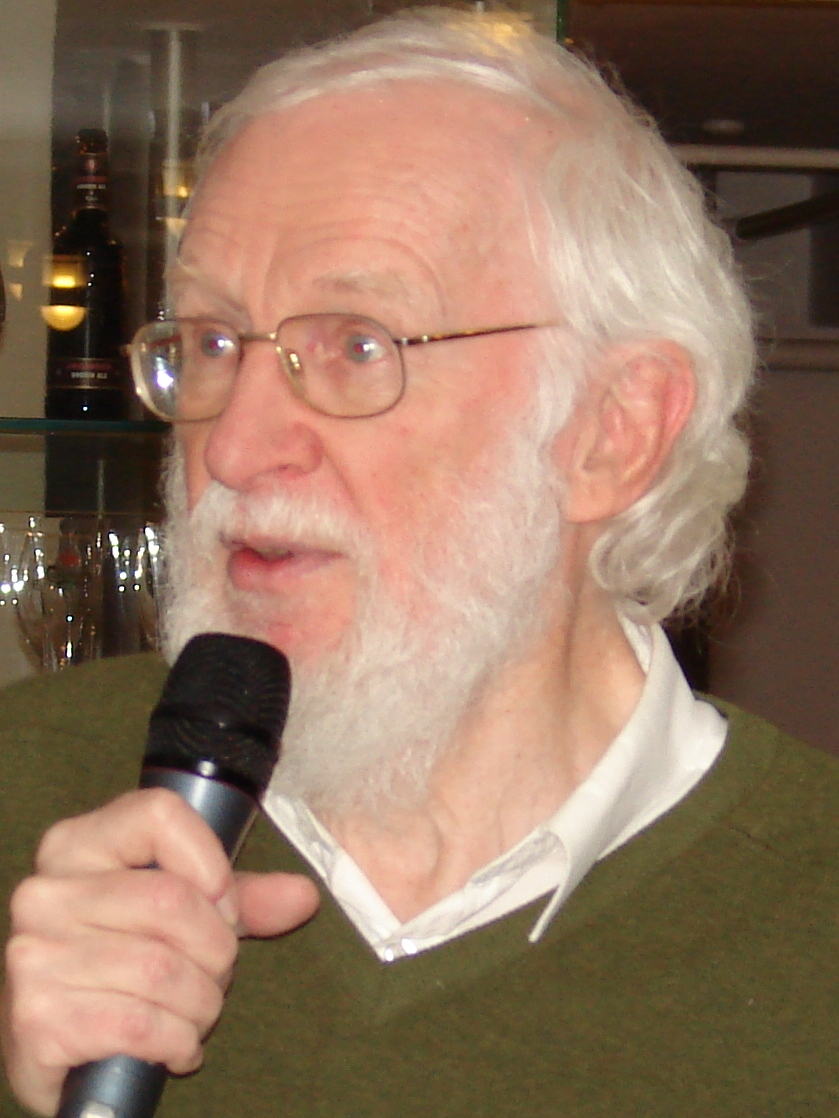
Петер Нуар

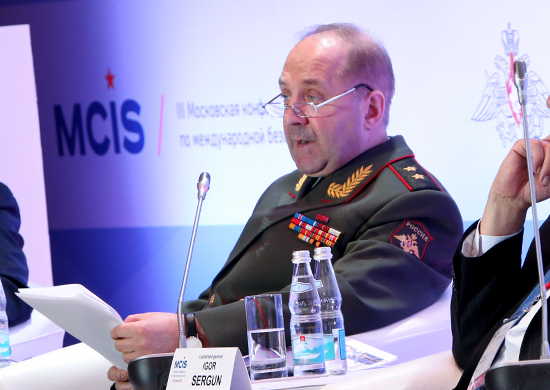
Игорь Сергун

- Баккер, Клас (89) — нидерландский футболист[384].
- Берковиц, Леонард (89) — американский психолог, основоположник психологии агрессивности[385].
- Блей, Пол (83) — канадско-американский джазовый пианист[386].
- Галимзянов, Асгат Галимзянович (79) — советский и российский благотворитель, прообраз памятника благотворителю в центре Казани[387] Архивная копия от 30 января 2016 на Wayback Machine.
- Градо, Кристина[итал.] (76) — итальянская актриса[388].
- Григорив, Михайло Семёнович (68) — украинский поэт и переводчик[389].
- Константинов, Владимир Михайлович (62) — советский футболист, полузащитник команды «Нистру» (Кишинёв) (1974—1976, 1980—1981)[390].
- Бутрос, Фуад (98) — ливанский государственный деятель, вице-премьер и министр иностранных дел Ливана (1976—1982)[391].
- Макенрот, Джейсон (46) — американский музыкант, ударник Rollins Band и Blue Man Group[392].
- Мельмонт, Владимир Михайлович (78) — советский и российский актёр, режиссёр и театральный деятель, директор Волгоградского музыкального театра (1988—2003), заслуженный работник культуры Российской Федерации (1996)[393].
- Наур, Петер (87) — датский учёный в области информатики, один из пионеров компьютерной науки[394].
- Ни, Георг (89) — немецкий художник, один из пионеров процедурального искусства[395].
- Плагер, Билл (70) — канадский хоккеист («Миннесота Норт Старз», «Сент-Луис Блюз», «Атланта Флэймз»)[396].
- Саммерс, Курро (55) — испанский актёр[397].
- Сергун, Игорь Дмитриевич (58) — российский военачальник, начальник ГРУ (с 2011 года), генерал-полковник (2015)[398].
- Фогарти, Эмби (82) — ирландский футболист («Сандерленд», «Хартлпул Юнайтед») и тренер[399].
- Хауэлл, Джон Макдейд (93) — американский деятель образования, канцлер (глава) Восточно-Каролинского университета (1982—1987)[400].
- Хентзе, Деммус (92) — министр финансов Фарерских островов (1975—1981)[401].
- Юрковский, Генрик (88) — польский писатель, театровед, историк и переводчик[402].

## 2 января

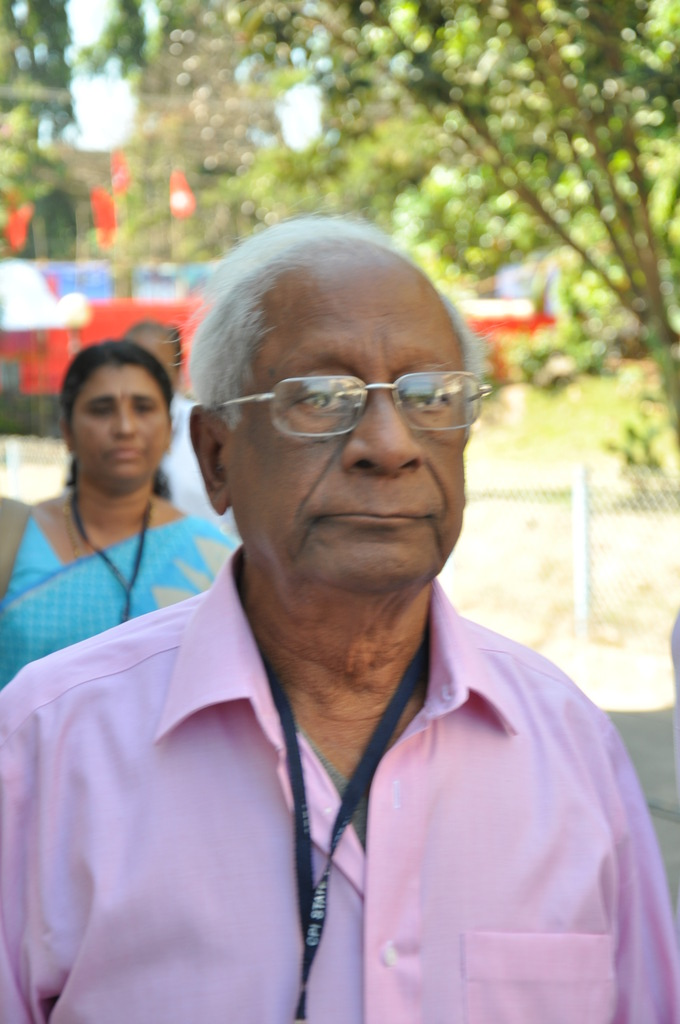
Архенду Бардхан

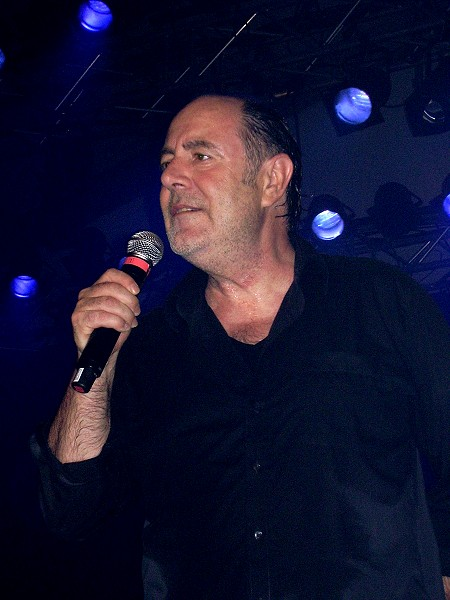
Мишель Дельпеш

- Барбо, Марсель (90) — канадский художник[403].
- Бардхан, Ардхенду Бхушан (91) — индийский политический деятель, генеральный секретарь Коммунистической партии Индии (1996—2012)[404].
- Гарбовская, Мария[пол.] (93) — польская актриса театра и кино[405] Архивная копия от 4 марта 2016 на Wayback Machine.
- Гохури, Стив (34) — ивуарийский футболист, игрок сборной Кот-д’Ивуара (о смерти объявлено в этот день)[406].
- Дельпеш, Мишель (69) — французский певец, композитор и актёр[407].
- Либерати, Арман (92) — французский футболист[408].
- Нимр ан-Нимр (56) — саудовский религиозный лидер; казнён[409].
- Тубылов, Афанасий Ильич (87) — советский государственный и политический деятель, председатель Президиума Верховного Совета Удмуртской АССР (1977—1990)[410].
- Тумашев, Равиль Хакимович (93) — советский театральный режиссёр, педагог, главный режиссёр Татарского государственного театра драмы и комедии им. К. Тинчурина (1963—1985), заслуженный деятель искусств ТАССР (1966)[411].
- Уэлзинг, Франсес Кресс (80) — американский психиатр[412].
- Фрэнсис, Тим (87) — новозеландский дипломат, посол в США (1988—1991)[413],
- Шаронов, Александр Александрович (56) — российский дипломат, генеральный консул России в Шанхае (2006—2011)[414].

## 1 января

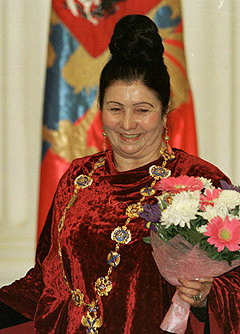
Фазу Алиева

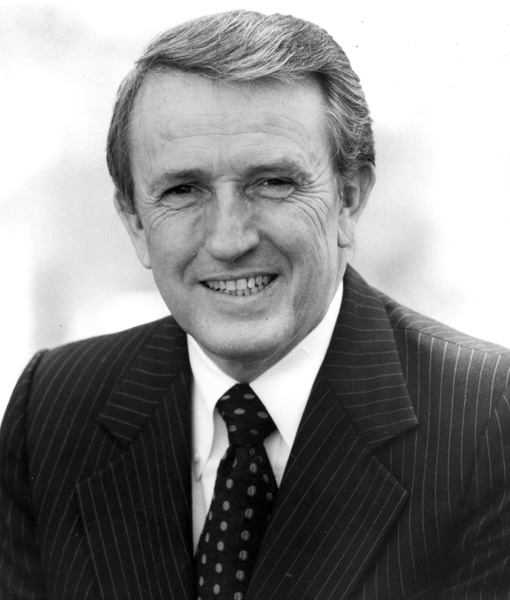
Дейл Бамперс

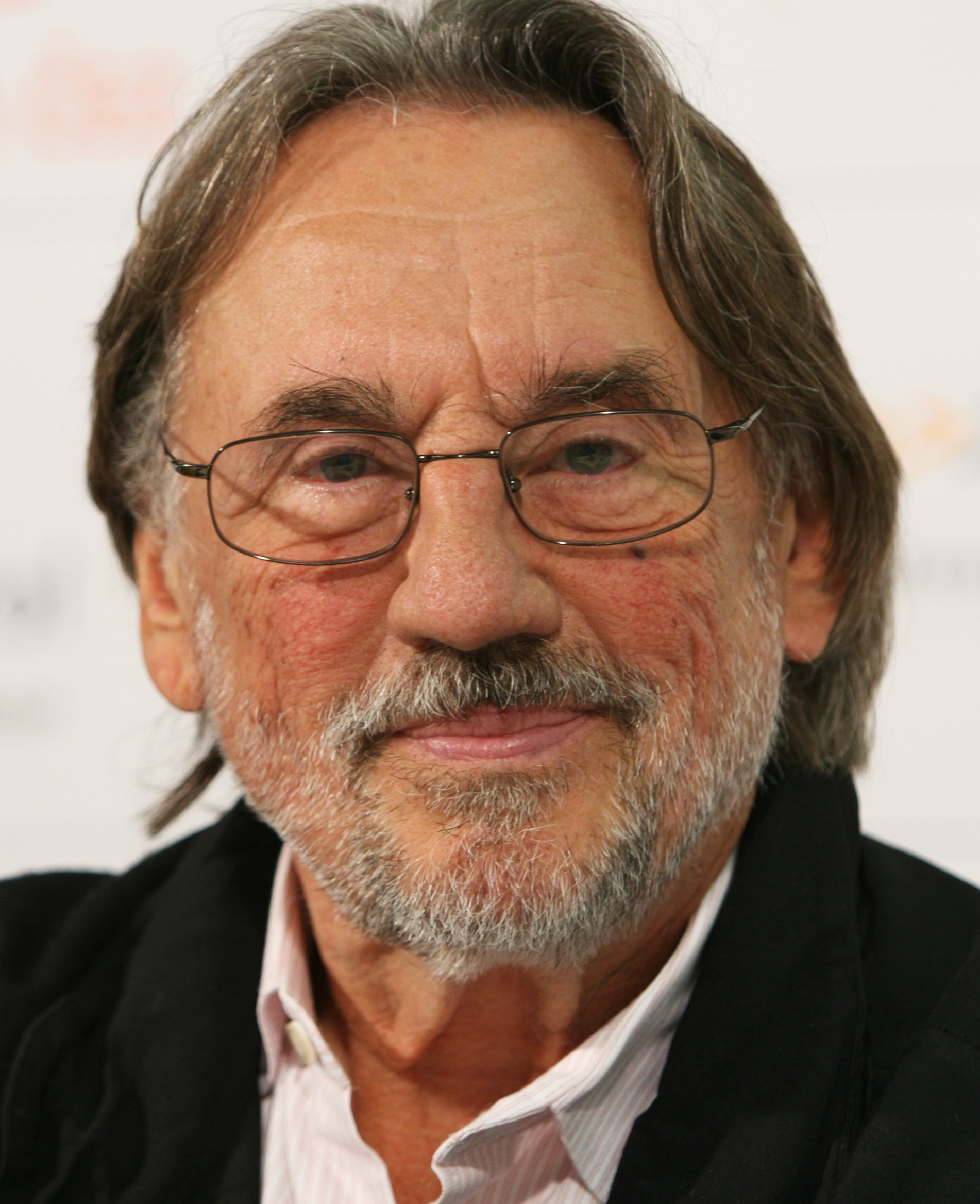
Вилмош Жигмонд

- Агилар, Наташа (45) — коста-риканская пловчиха, двукратный призёр Панамериканских игр (1987)[415].
- Александру, Джордже (58) — румынский актёр[416].
- Алиева, Фазу Гамзатовна (83) — аварская поэтесса, прозаик и публицист, кавалер ордена Святого апостола Андрея Первозванного (2002)[417].
- Бамперс, Дейл Леон (90) — американский государственный и политический деятель, губернатор штата Арканзас (1971—1975)[418].
- Гольд, Виктор Моисеевич (77) — советский и российский биолог, доктор биологических наук, профессор, почётный работник высшего профессионального образования Российской Федерации[419].
- Дени, Жак (99) — французский математик[420].
- Джамашев, Зулумбек Джамашевич (92) — советский государственный деятель, председатель Верховного суда Киргизской ССР (1974—1989)[421].
- Джонс, Брайан (79) — австралийский медиаменеджер, генеральный директор Australian Broadcasting Corporation (1995—2000)[422].
- Жигмонд, Вилмош (85) — венгерский и американский кинооператор (премия «Оскар» (1977) за фильм «Близкие контакты третьей степени»)[423].
- Каплан, Гилберт (74) — американский бизнесмен, дирижёр-любитель[424].
- Кестер, Хельмут (89) — немецкий историк[425].
- Мендеш, Жилберту (93) — бразильский композитор[426].
- Мешканк, Альфред (88) — сорабист, преподаватель, серболужицкий поэт и переводчик[427].
- Мур, Джон Колман (92) — американский математик, соавтор гомологий Бореля — Мура и спектральной последовательности Эйленберга — Мура[428].
- Оксли, Майк (71) — американский государственный деятель, член Палаты представителей США (1981—2007), соавтор закона Сарбейнза — Оксли[429].
- Петровций, Иван Юрьевич (70) — русинский и украинский писатель, поэт, переводчик и общественный деятель[430].
- Де Ревер, Анна (98) — нидерландская певица[431].
- Росс, Джим (89) — канадский хоккеист («Нью-Йорк Рейнджерс») (1944—1955)[432].